# Honda Super Cub
La Honda Super Cub od Honda Cub è una motocicletta monocilindrica 4 tempi Honda, con cilindrate da 49 a 124 cm³.
Costantemente in produzione dal 1958, con più di 60 milioni di esemplari nel 2008, 87 milioni nel 2014, e 100 milioni nel 2017, la Super Cub è il veicolo a motore più prodotto nella storia.
Le versioni comprendono C100, C50, C70, C90, C100EX e C70 Passport, oltre alla serie Honda Trail.
La campagna pubblicitaria USA della Super Cub, You meet the nicest people on a Honda ("Trovi la più bella gente su una Honda"), ebbe un duraturo influsso sull'immagine Honda e sull'atteggiamento americano verso il motociclismo, divenendo una pietra miliare del marketing.

## Sviluppo
L'idea di un nuovo motociclo 50 cm³ fu concepita nel 1956, quando i fondatori della Honda Motor Co., Sōichirō Honda e Takeo Fujisawa, visitarono la Germania constatando la diffusione colà raggiunta da ciclomotori e motoleggere. Soichiro Honda era essenzialmente il capo della società sul piano tecnico e produttivo, sempre attento ai successi in pista, mentre il suo socio Fujisawa era l'uomo della finanza e degli affari, che dirigeva le vendite e formulava strategie volte a dominare i mercati sbaragliando i concorrenti di Honda Motor. Fujisawa stava pensando da molto tempo ad una strategia di espansione di lungo termine, e — a differenza di quel che praticavano altre imprese nipponiche — non si accontentava di intensificare semplicemente la produzione cavalcando il recente boom economico del Sol Levante. Al centro dei suoi piani stava una piccola motocicletta dalle grandi prestazioni. Nell'Europa del dopoguerra, la "scala di crescita" per le soluzioni di mobilità individuale vedeva tipicamente consumatori che passavano dalla bicicletta al bicimotore, poi compravano uno scooter, poi ancora una bubble car come la Isetta, una piccola auto e così via. Fujisawa notò che per la "persona media" la motocicletta non rientrava in questo schema, e vide quindi un'opportunità per cambiare la situazione. Soichiro Honda all'epoca si era stancato di sentire l'idea di nuova moto di Fujisawa; Honda era venuto in Europa per vincere il Tourist Trophy, e il resto gli interessava poco. 

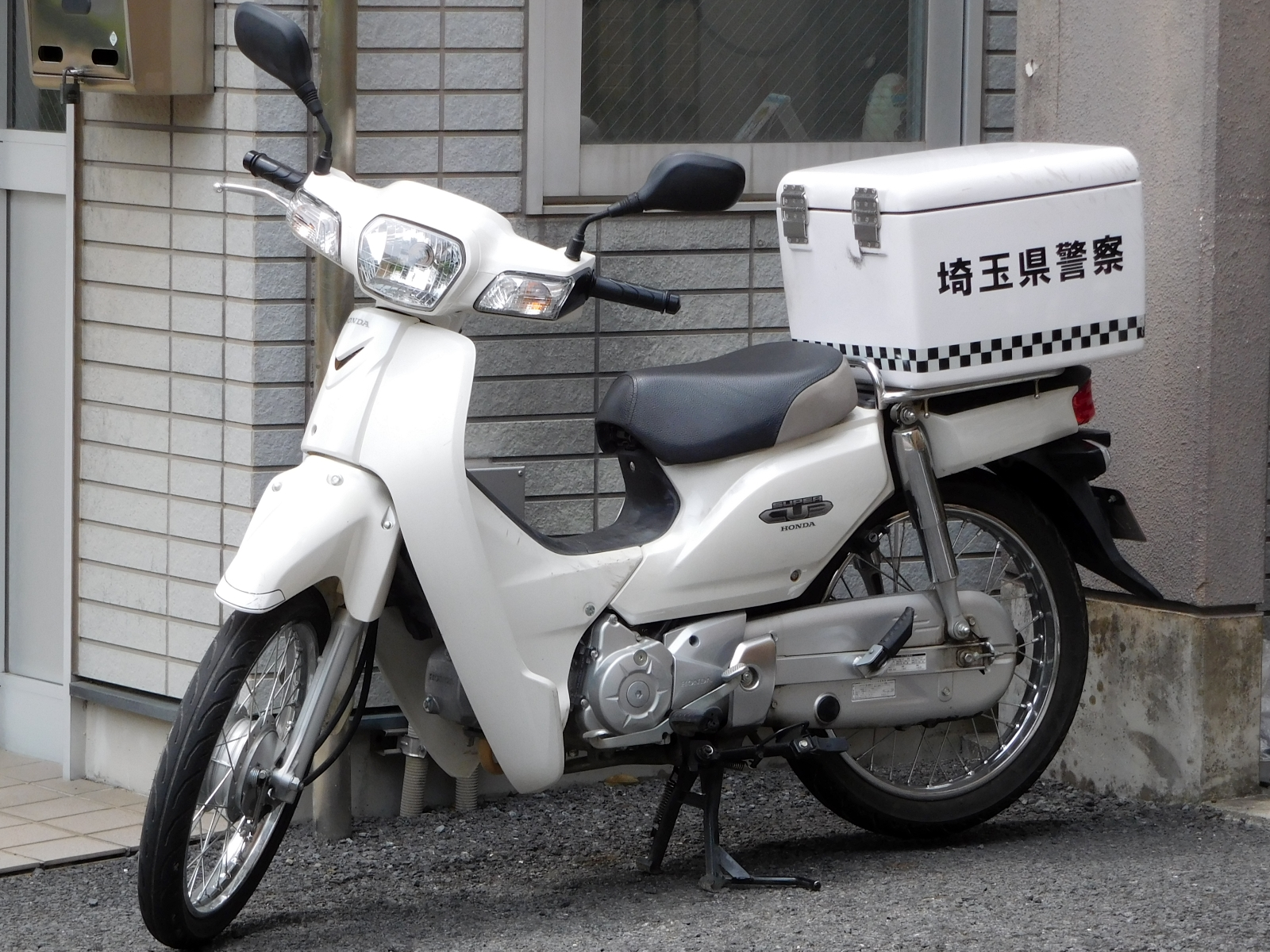
Moderno Super Cub

Fujisawa visitò i saloni di esposizione di Kreidler e Lambretta, più altri, per ispirarsi nel concepire il tipo di motocicletta che aveva in mente sentenziando che questi progetti "non avevano futuro" e non avrebbero avuto successo commerciale. Il suo concetto era una "due ruote" per l'uomo qualunque, una che sarebbe piaciuta tanto nei Paesi progrediti quanto in quelli in via di sviluppo, in città e in campagna. La nuova motocicletta doveva essere tecnologicamente semplice per sopravvivere in posti non raggiunti da conoscenze tecniche progredite, sprovvisti di attrezzature sofisticate e di una valida rete di distribuzione dei ricambi. Si doveva ovviare alle lamentele del consumatore normale quanto a rumorosità, affidabilità scarsa, specie nell'impianto elettrico, e difficoltà generale d'uso. Dato che Honda era una grande società che si stava ulteriormente ingrandendo, aveva bisogno di un prodotto desiderabile dalle masse che potesse essere fabbricato su scala enorme. Il progetto doveva essere messo a punto accuratamente prima di iniziare la produzione, perché la grande tiratura avrebbe reso troppo costosi eventuali ripensamenti successivi all'avvio. La tipologia "scooter" avrebbe quasi fatto al caso suo, ma era troppo complessa per la manutenzione nei Paesi in via di sviluppo, e le piccole ruote si sarebbero trovate a mal partito su strade in cattive condizioni, o inesistenti del tutto. Un'altra esigenza di Fujisawa era che il mezzo si potesse guidare con una mano, mentre con l'altra si teneva un vassoio di pasta soba; diceva a Honda: "Se puoi progettare una piccola moto, diciamo 50 cm³ con un guscio per tenere nascosti motore, giunti e cavi, la posso vendere. Non so quanti negozi di pasta soba ci siano in Giappone, ma puoi scommettere che ognuno di quei negozi ne vorrà una per le consegne".
Una volta interessato, al ritorno in Giappone Soichiro Honda iniziò a sviluppare il Super Cub. L'anno seguente Honda mostrò a Fujisawa un simulacro che in definitiva corrispondeva a quello che aveva in mente; Fujisawa dichiarò che contava di vendere 30 000 pezzi al mese, ossia metà dell'intero mercato mensile delle due ruote in Giappone. Il suo obiettivo era esportare moto in una scala mai vista nel disordine economico del Giappone nel dopoguerra, quando le inceppate attività commerciali della maggior parte delle imprese erano surrogate da società di distribuzione straniere. Honda avrebbe dovuto costituire una sua controllata all'estero per fornire quanto necessitava in fatto di servizio e parti di ricambio in un grande Paese quale gli Stati Uniti. A tal fine nel 1959 fu fondata la American Honda Motor Company. Nel 1961 fu creata una rete vendita in Germania, poi in Belgio e nel Regno Unito nel 1962, e ancora in Francia nel 1964.
La Honda Juno fu il primo scooter ad usare una carrozzeria di resina poliestere, o plastica rinforzata con fibra di vetro (FRP), e sebbene la produzione della Juno si fosse fermata nel 1954 per le difficoltà finanziarie e di manodopera che la Honda Motor pativa all'epoca, Fujisawa continuò a favorire la ricerca sulle tecniche di fusione della resina poliestere; questo lavoro portò i suoi frutti con la Super Cub. La carenatura della nuova moto sarebbe stata in polietilene, la plastica più diffusa, risparmiando peso rispetto alla FRP, ma il fornitore della Honda non aveva mai fatto uno stampo da fusione così grande, perciò la Honda stessa dovette fornire gli stampi. La Super Cub fu la prima moto che avesse mai usato una carenatura di plastica. Lo storico del motociclismo Clement Salvadori scrisse che il parafango anteriore e i ripari per le gambe in plastica erano "forse il più grande contributo del Cub; la plastica funzionava bene quanto il metallo ad un costo notevolmente inferiore". La tecnologia sviluppata al Tourist Trophy ebbe a sua volta un ruolo decisivo per la genesi della nuova moto "peso piuma", spremendo ben 3,4 kW (4,5 HP) da un motore Honda a quattro tempi da 50 cm³, laddove il primo motore che la società costruiva dieci anni prima — una "quasi esatta copia" del 50 cm³ due tempi residuato bellico Tohatsu, che la Honda commercializzava come motore ausiliario per bicicletta — erogava appena 0,37-0,75 kW (0,5-1 HP). Il primo 4 tempi Honda, lo E-type del 1951, con i suoi 3,7 kW (5 HP) a stento superava la potenza del Super Cub, ma con una cilindrata quasi tripla (146 cm³).
Per fare la nuova moto, la Honda costruì un nuovo stabilimento da 10 miliardi di ¥ a Suzuka, in grado di produrre 30 000, e in due turni fino a 50 000, Super Cub al mese. La fabbrica si ispirava alla linea di produzione della Volkswagen Maggiolino (un altro mostro sacro dell'industria) di Wolfsburg in Germania.
Fino a quel momento, i modelli di maggior successo della Honda avevano venduto non più di 2000-3000 pezzi al mese, e gli osservatori pensavano che il costo dell'impianto rappresentasse una scommessa temeraria. Edward Turner della BSA, per esempio, andò in Giappone per vedere lo stato dell'industria giapponese nel settembre 1960, e concluse che gli investimenti come quello di Suzuka erano "estremamente pericolosi" perché il mercato motociclistico USA era già saturo. Una volta terminato nel 1960, la fabbrica Suzuka era la più grande del mondo, un modello per le future strutture Honda votate alla produzione di massa. Le economie di scala conseguite a Suzuka abbatterono del 18% i costi unitari di fabbricazione del Super Cub, nel momento in cui l'impianto poté lavorare a regime, ma nel breve termine vi fu un'apparente sovrapproduzione, con i magazzini che traboccavano di veicoli, poiché il nuovo impianto divenne pienamente operativo prima che la rete distributiva commerciale fosse in grado di svolgere il suo compito.

## Progetto

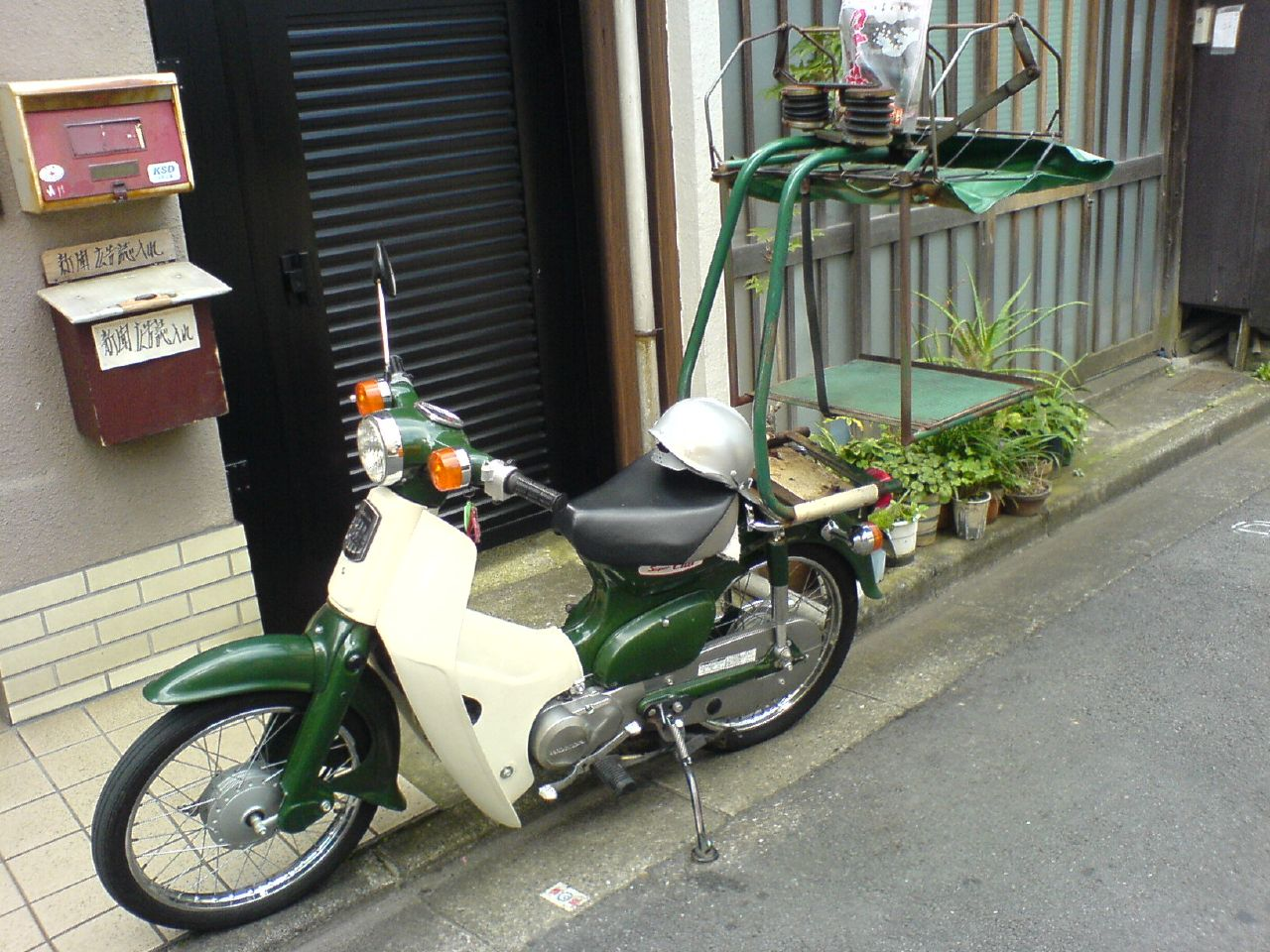
Un Super Cub di fine anni 2000

La Super Cub è stata paragonata alla Ford Model T, alla Volkswagen Maggiolino e alla Jeep come icona dell'industria dei trasporti nel XX secolo. La C100 usava un telaio monoscocca in acciaio stampato, con il motore orizzontale posto sotto la trave centrale, una configurazione che oggi si chiama motocicletta "varcabile" (step through) o "tubone". Sotto certi profili, il tipo di motocicletta in cui ricade la Super Cub è difficile da classificare, situandosi tra uno scooter e una motocicletta, e talora è stata chiamata ciclomotore, "step-thru" o scooterette.

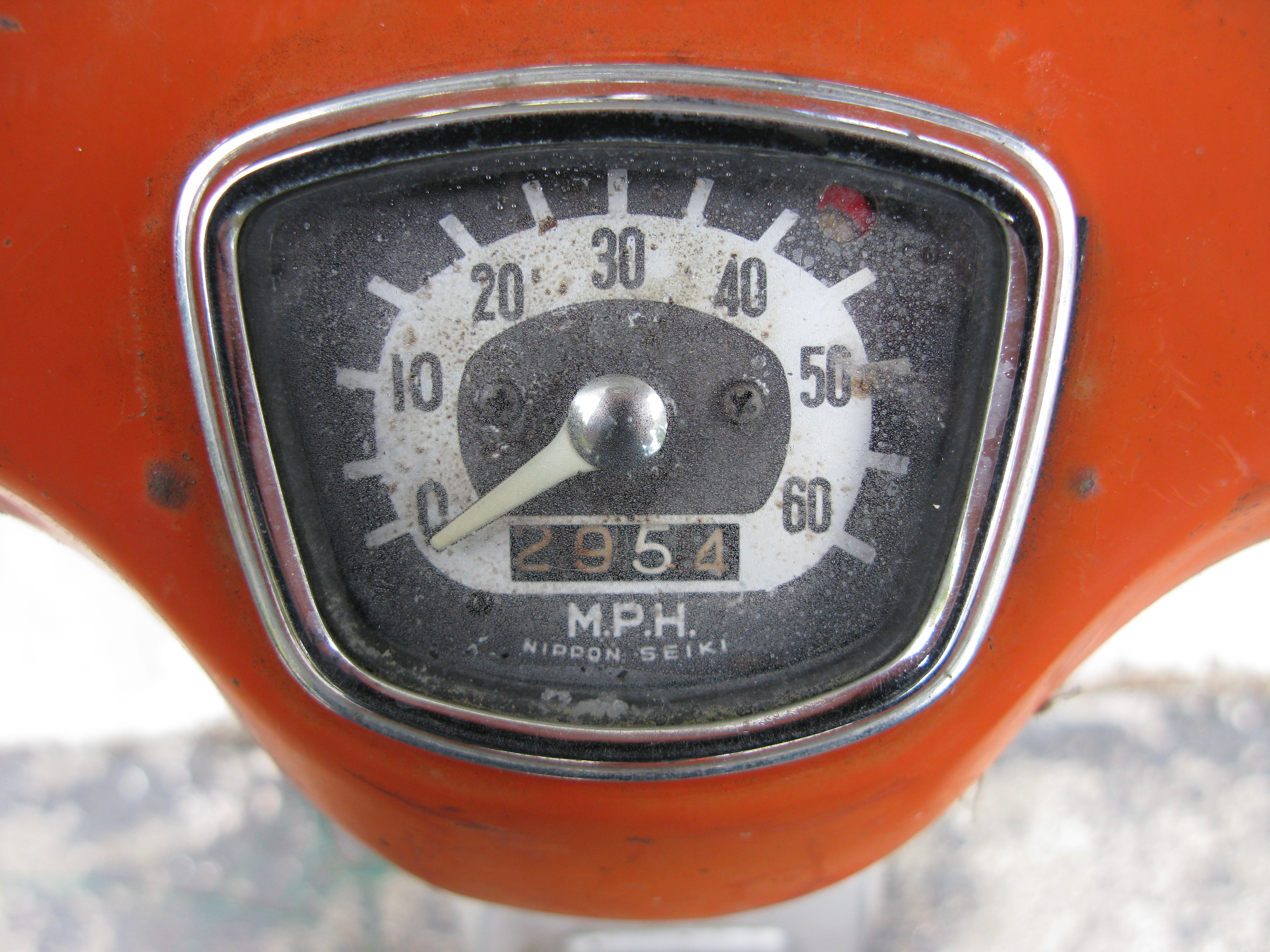
Cruscotto del CA100 del 1966

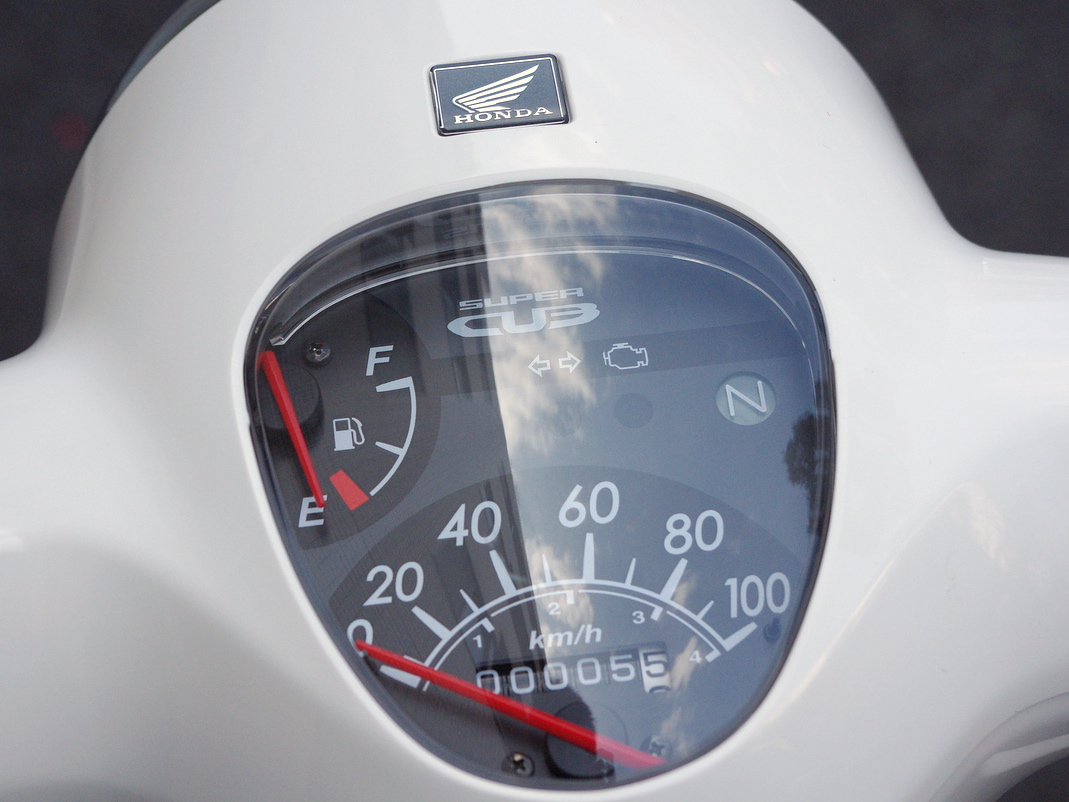
Cruscotto del Cub 110 del 2009

La carenatura in plastica correva da sotto il manubrio a sotto le pedane, proteggendo le gambe del pilota da vento e detriti stradali, oltre a nascondere il motore alla vista. Questo design era come il rivestimento completo di uno scooter, ma a differenza di uno scooter il motore e il cambio non erano fissati all'asse posteriore. Questa impostazione aveva diversi vantaggi. Allontanava il motore dalla sella, staccando il movimento del forcellone posteriore dal propulsore per ridurre la massa non sospesa. Rendeva anche più diretto il flusso raffreddante dell'aria, e permetteva di montare ruote più grandi. Ponendo il motore al centro del telaio, invece che accostarlo alla ruota posteriore, migliorava sensibilmente il bilanciamento anteriore-posteriore. Il serbatoio del carburante era alloggiato sotto la sella incernierata, che si poteva sollevare per accedere al bocchettone di rifornimento. I cerchioni da 17 pollici, confrontati alle tipiche ruote da 10 pollici di uno scooter, erano più stabili, specie sulle strade accidentate, e psicologicamente facevano sì che la motocicletta sembrasse più rassicurante, dato che ricordava più una bicicletta che uno scooter su due ruotine.

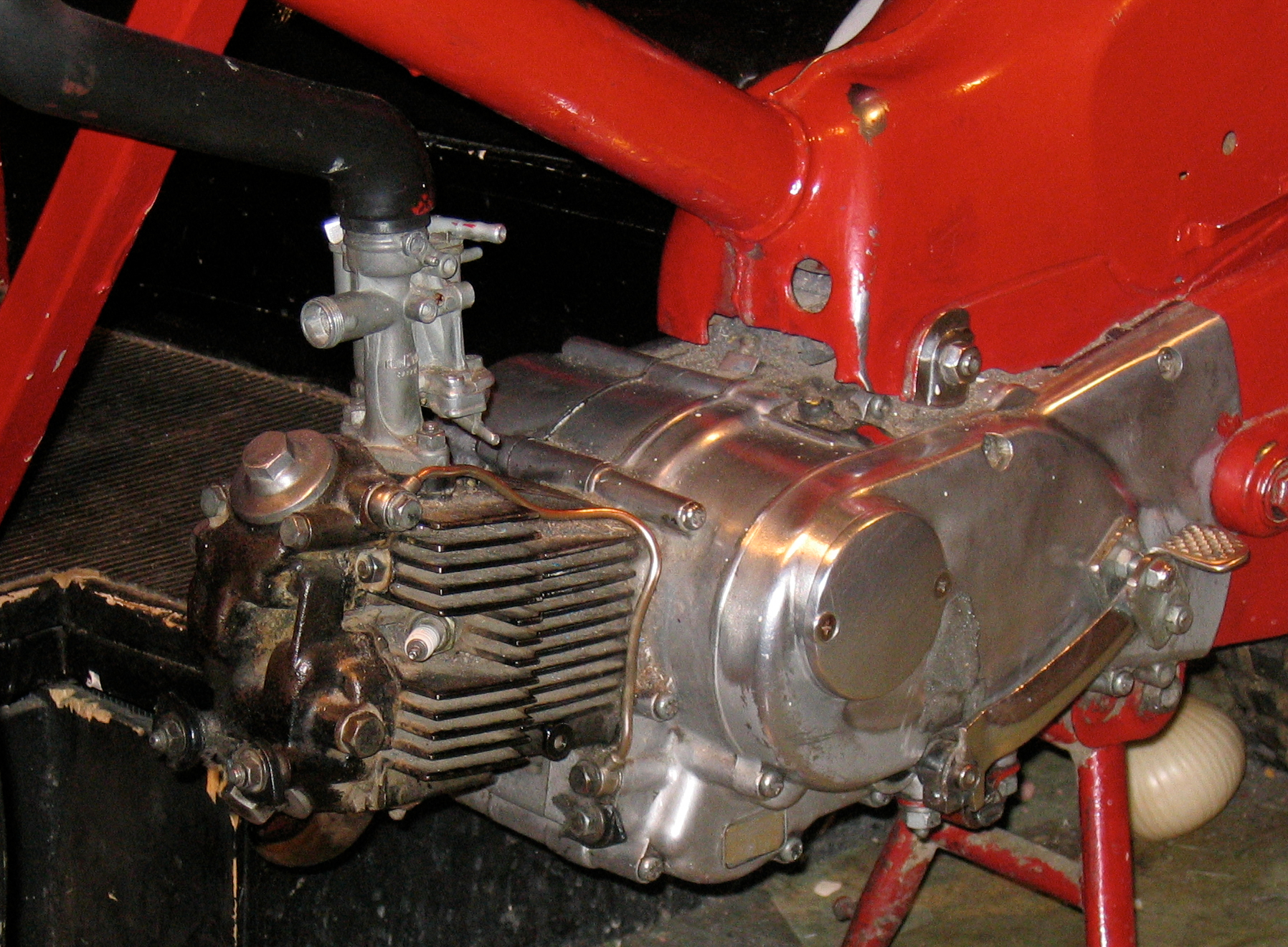
Il motore "valvole in testa" dei Super Cub più vecchi.

Il motore, monocilindrico quattro tempi a valvole in testa (OHV) raffreddato ad aria, aveva misure di alesaggio e corsa di 40x25 mm, cilindrata 49 cm³, e sviluppava 3,4 kW (4,5 HP) a 9 500 rpm, per una velocità massima di 69 km/h, in condizioni favorevoli. Il basso rapporto di compressione comportava che il motore accettasse la benzina "normale" (con "pochi ottani"), più economica (e al tempo più diffusa), oltre a richiedere uno sforzo alla pedivella di avviamento così basso da far apparire un'inutile frivolezza il peso ed il costo aggiuntivi dell'avviamento elettrico. È pur vero che alcune delle tante versioni della Super Cub offrivano l'alternativa kick start/avviamento elettrico, però nella maggior parte dei casi il veicolo si vendeva benissimo nella configurazione più elementare. Perfino le più recenti versioni 2011 per il mercato giapponese (JDM) di Super Cub 50 e Super Cub 110, dotate di tecnologie e comodità moderne quali motore ad iniezione e indicatore del carburante, non offrivano, neppure come optional, l'avviamento elettrico.
Il cambio sequenziale a tre marce era comandato manualmente (pedale sinistro), ma senza frizione, o meglio senza la necessità della classica leva sulla manopola sinistra, usando invece una frizione centrifuga insieme ad una frizione a dischi asservita al pedale del cambio per innestare/disinnestare quest'ultimo rispetto al motore. Benché non intuitiva, una volta che il conducente vi si abituava, la trasmissione semiautomatica "eliminava la paura dal motociclismo" nei novelli centauri. A differenza di molti scooter a cambio continuo, la frizione centrifuga permetteva l'avviamento a spinta della Super Cub, un vantaggio considerevole in caso di necessità.
Le prime Super Cub usavano un magnete di accensione da 6 volt montato su un volano con una batteria per garantire la necessaria energia alle luci, mentre le più recenti furono aggiornate con sistemi Capacitive Discharge Ignition (CDI). Il sistema di lubrificazione non usava una pompa dell'olio né un filtro dell'olio, ma un primitivo sistema alimentato a spruzzo sia per il basamento sia per il cambio, con un filtro a griglia non sostituibile per raccogliere le scorie dell'olio motore. I freni erano a tamburo su tutte le ruote. E su entrambe le ruote i cerchi erano a raggi da 2.25" × 17" con mozzi a piena larghezza.
La Honda raccomandava controlli giornalieri di luci, clacson, pressione gomme, freni, livelli carburante e olio, e un controllo settimanale al livello degli elettroliti della batteria. Il primo tagliando di manutenzione sul motore nuovo si faceva a 320 km, e prevedeva la registrazione di valvole e ruttori, e il cambio dell'olio; si consigliava di non superare i 48 km/h nei primi 800 km di percorrenza.
Ogni 1 600 km andava pulita la candela, regolata la tensione della catena, e ogni 3 200 km toccavano: cambio olio, controllo ruttori, e registrazione valvole. A 8 000 km c'erano rilevanti operazioni di manutenzione: rimozione e pulizia di carburatore, catena di trasmissione, silenziatore, e cuscinetti a sfera delle ruote. Alle basse temperature, il conducente azionava uno starter manuale per favorire l'avviamento. Per i parametri del tempo, era una moto semplice, con minime esigenze di manutenzione, e si guadagnò la reputazione di grande affidabilità.

## You meet the nicest people on a Honda
Nel giugno 1963 la Honda lanciò sugli organi di informazione USA la campagna pubblicitaria (che sarebbe durata 12 anni) You meet the nicest people on a Honda ("Trovi la più bella gente su una Honda"), curata da Grey Advertising. Grey aveva comprato l'idea da uno studente universitario dell'UCLA che aveva inventato il concetto per un'esercitazione didattica. L'evento segnò l'inizio del declino per le case motociclistiche nazionali e britanniche nel mercato USA, e la contemporanea ascesa di Honda ed altre imprese giapponesi. Nel dicembre 1965 Edward Turner disse che la vendita di motoleggere giapponesi andava bene per la BSA, perché attraeva nuovi utenti destinati a "diventare grandi" su macchine più importanti: non immaginava che sarebbe bastato un lustro per vedere le blasonate moto britanniche minacciate da modelli nati dal nulla, ma tecnicamente sofisticati quali la Honda CB750, e la Kawasaki Z1. Come case study imprenditoriale e di marketing, questa campagna è tuttora ricordata dopo oltre mezzo secolo, e in un manuale di management strategico si legge: "La Honda e la Supercub, probabilmente il caso meglio conosciuto e più discusso nella strategia di business". Ad essa è attribuito il merito di aver "inventato il concetto di lifestyle marketing".
Alcuni dettagli specifici del progetto Super Cub erano parte integrante della campagna, come la catena segregata che impediva al lubrificante di schizzare sugli abiti del conducente, e lo scudo per le gambe che analogamente bloccava i detriti stradali e nascondeva il motore, e la comodità della trasmissione semiautomatica. Il fatto di presentare la Super Cub come un elettrodomestico di largo consumo e non richiedente doti meccaniche e il trasformarsi in "un motociclista", o peggio, "un biker", differenziava l'offerta Honda, poiché, "la dedizione necessaria a mantenere le motociclette di quell'era ne limitava il possesso ad una frangia sociale relativamente piccola, spesso identificata con giovanotti conosciuti per i giubbotti di pelle nera e per le maniere aggressive".

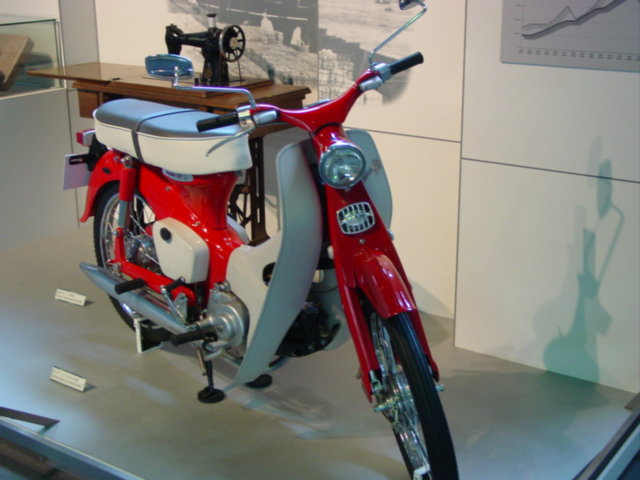
La 50 cc CA100, una versione USA

Piuttosto che limitarsi a cercare di convincere i tradizionali acquirenti maschi del mercato inferiore a passare a Honda da altre marche con l'approccio macho della maggior parte della pubblicità motociclistica dell'epoca, Honda aprì una nuova via. La campagna pubblicitaria cercava di migliorare l'immagine del motociclismo in generale e di espandere il mercato motociclistico complessivo attirandovi nuovi utenti. Per una fortunata coincidenza nel 1964 Brian Wilson e Mike Love composero la canzone "Little Honda", che esaltava le gioie di guidare la Honda 50, e addirittura invitava l'ascoltatore a visitare il concessionario Honda più vicino, con un testo che pareva scritto, o almeno pagato, dai creativi che promuovevano la Honda, pur non essendo invece un jingle propagandistico. La canzone ebbe successo principalmente nella versione degli Hondells, una cover contemporanea dell'originale inciso dai Beach Boys. Gli Hondells pubblicarono "You meet the nicest people on a Honda" — altro brano che celebrava la Super Cub, che fu effettivamente usato negli spot televisivi della Honda — come lato B della loro versione di "Sea Cruise".

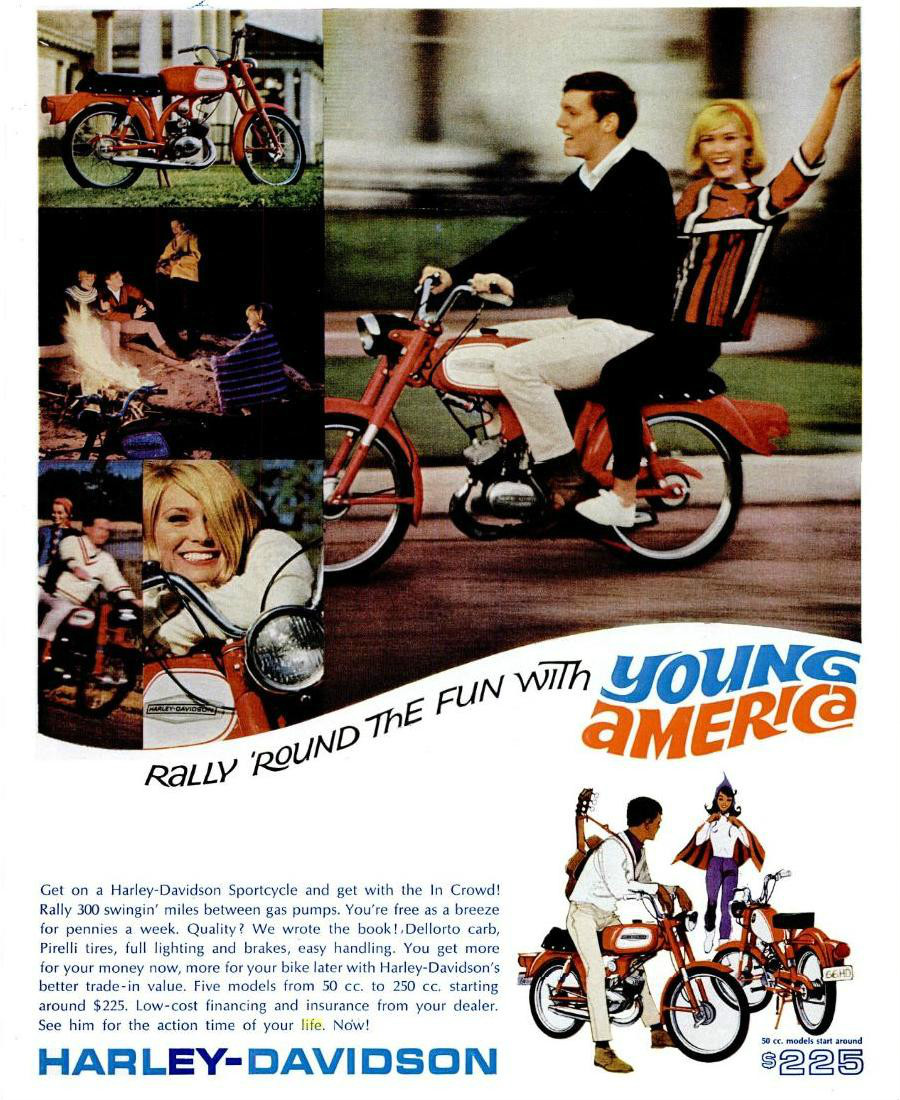
Un esempio della campagna "Young America" di Harley-Davidson.

La pluriennale campagna, con lo slogan, la musica, e le rassicuranti immagini di gente rispettabile di classe medio-alta, specialmente donne, in sella alle Honda, da quei giorni si legò sempre di più al marchio Honda. L'immagine creata dalla Honda si contrapponeva al motociclista "ragazzaccio" one percenter e divenne un bersaglio della retorica antinipponica promanante dalle motociclette a stelle e strisce Harley-Davidson.
Lasciando da parte gli appassionati di Harley-Davidson, la casa stessa aveva un approccio ambivalente verso la campagna Honda di successo "You meet the nicest people". Inizialmente aveva trovato offensiva l'insinuazione che i proprietari di Harley-Davidson non fossero "bella gente". La Harley-Davidson, dalla sua fondazione nel 1903, aveva scrupolosamente coltivato un'immagine di posata rispettabilità, e per almeno altri dieci anni non avrebbe abbracciato con riluttanza la fascia "fuorilegge" della clientela. Nel 1964 essa smentì ogni collegamento con i motociclisti one percenter, prendendo così le distanze dalle implicazioni della campagna Honda. Ma cercò pure di "tenere un piede in due scarpe", e presto si accodò a Vespa e Yamaha nel realizzare pubblicità "che assomigliavano in modo sospetto" a "You meet the nicest people". Che fossero offesi da Honda o che cercassero di imitarla, al tempo quelli della Harley-Davidson non condividevano l'interpretazione per cui gli spot Honda "contribuissero all'immagine da macho Harley".

## Storia del modello

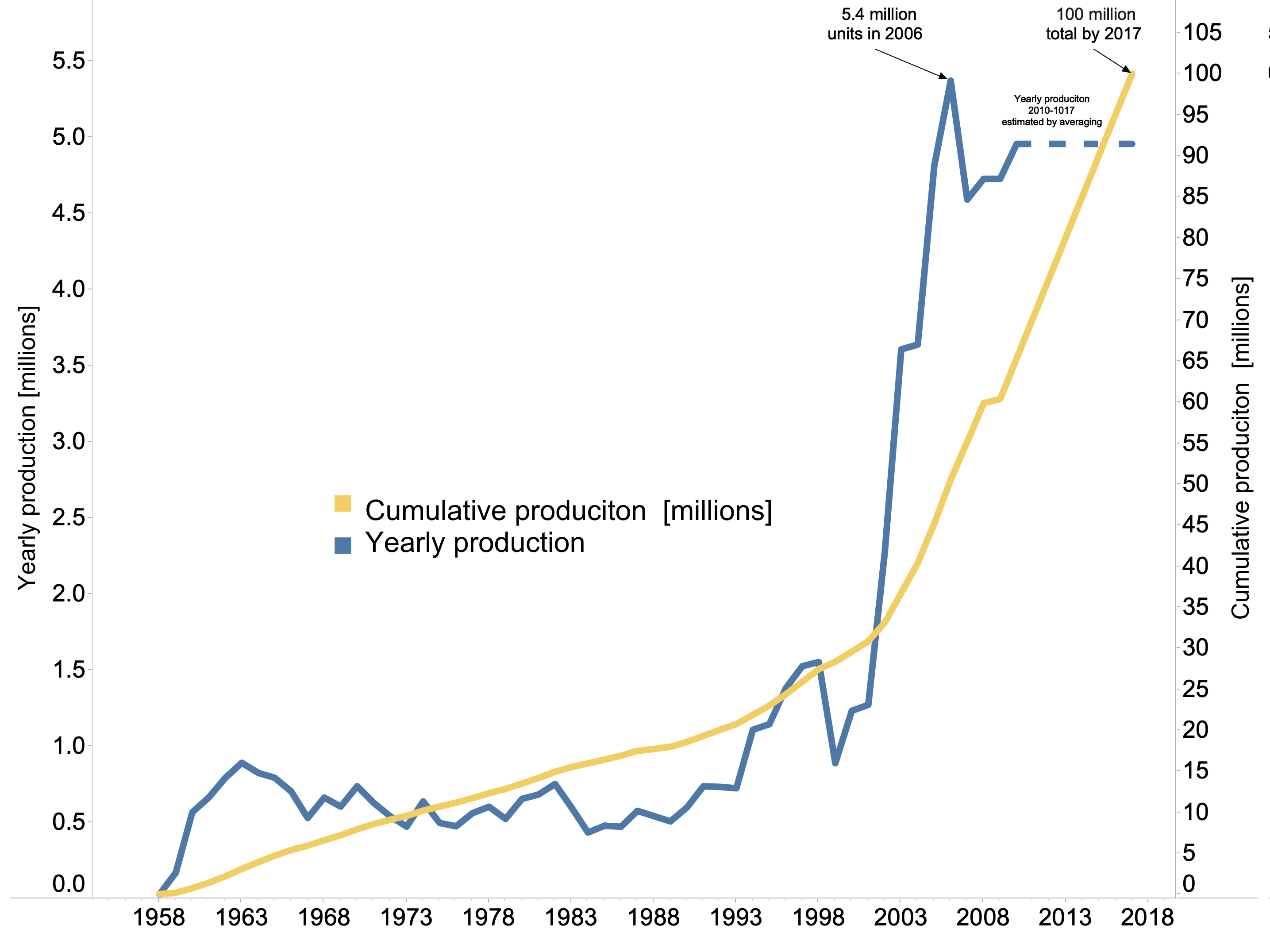
La produzione della Honda Super Cub dal 1958 ad aprile 2017. La linea blu mostra le unità prodotte ogni anno dal 1958 fino al 2009. Gli anni dal 2009 fino al 207 sono indicati dalla linea a puntini blu, rappresentando una media calcolata dividendo la differenza tra il totale cumulativo nel 2017 e 2009 equamente tra tutti gli anni. Questa stima quindi presume un tasso costante di produzione dal 2009 fino ad arrivare ai 100 milioni nel 2017. La linea gialla mostra i dati di produzione Honda cumulativa totale (non calcolata in base ai dati annuali di produzione).

La Honda Super Cub debuttò nel 1958, dieci anni dopo la fondazione di Honda Motor Co. Ltd. L'Honda Cub F originale era un motore ausiliario da applicare ad una bicicletta. La Honda mantenne il nome ma aggiunse il prefisso 'Super' per la nuova macchina superleggera. La Super Cub al principio si vendeva poco, soprattutto a causa della recessione in Giappone, e poi tre mesi dopo il lancio nel 1958, quando iniziarono a diffondersi lamentele dei clienti per le frizioni che slittavano. Venditori e operai Honda rinunciarono alle ferie per sistemare le Super Cub interessate, visitando personalmente ciascun acquirente.

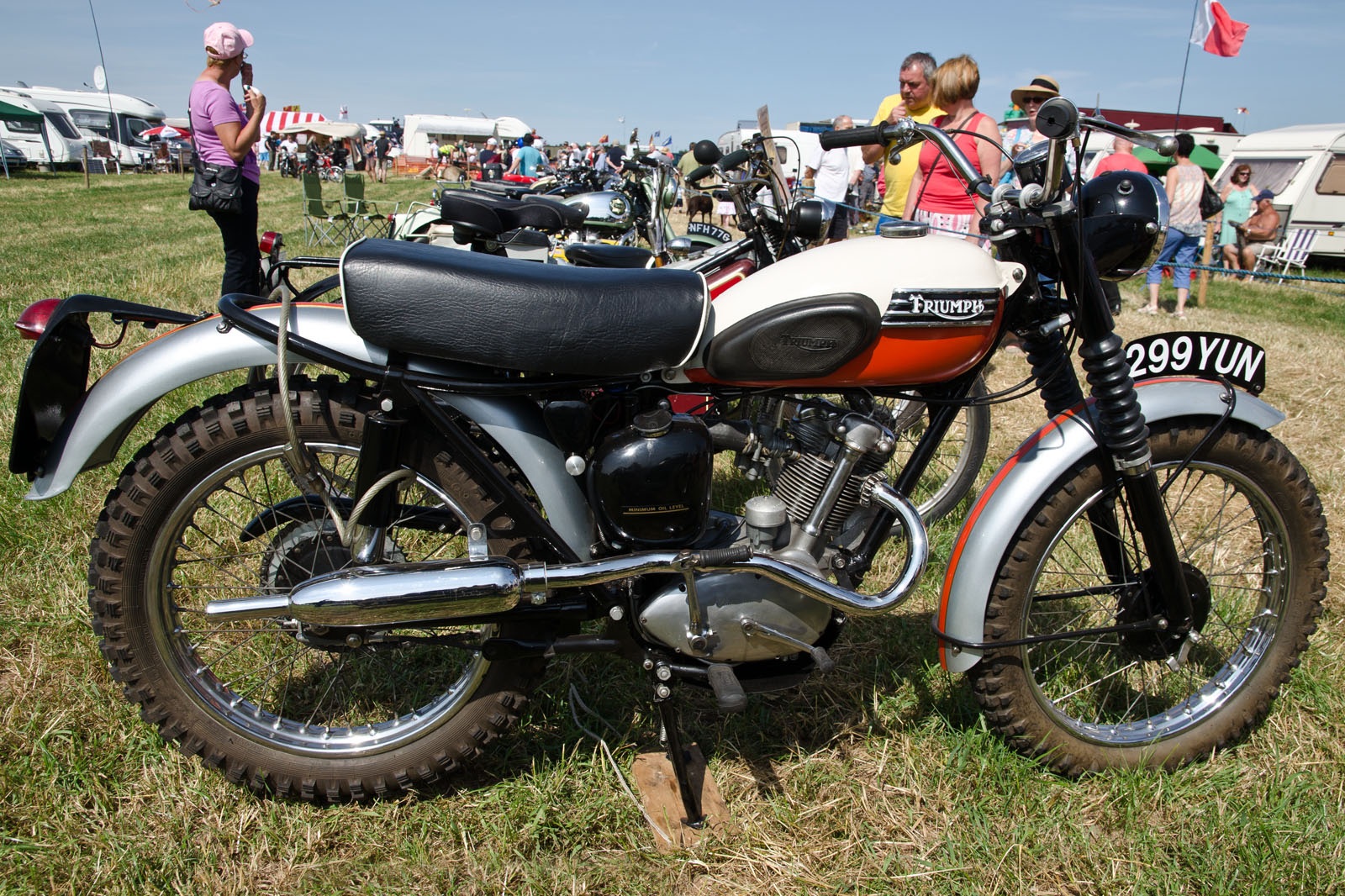
Una Triumph T20 Tiger Cub. L'esemplare è del 1960, ma la Triumph commercializzava modelli (più "stradali") con il nome Cub già dal 1954
.

Quando fu importata negli USA, dovette cambiare il nome in Honda 50, in seguito Honda Passport C70 e C90, per rispettare il pregresso uso del marchio da parte del velivolo Piper Super Cub. Analogamente (e a fortiori), in Gran Bretagna la preesistenza della concorrente Triumph Tiger Cub impose le denominazioni 'Honda 50', 'Honda 90' ecc.
La Società degli ingegneri automobilistici in Giappone (in giapponese: 自動車技術会) inserì la Honda Super Cub C100 del 1958 tra i suoi 240 progetti epocali della tecnologia giapponese automotive.

### Linea Super Cub
La prima variante Super Cub fu la C102, lanciata nell'aprile 1960. La C102 differiva dalla C100 solo per l'avviamento elettrico affiancato al kick start, e per avere batteria più bobina d'accensione in luogo del magnete.
Sulla step-through CM90 del 1965 fu adottato il motore maggiorato OHV (valvole in testa) da 86,7 cc della C200 del 1963. La novità del 1965 fu il motore 63 cm³ con albero a camme in testa (OHC) mosse da una catena. Fu usato in due nuovi modelli: la C65, tubone da 4,1 kW (5,5 HP), e la S65, con telaio simile alla C110/C200 e 4,6 kW (6,2 HP) a 10 000 RPM.
Nel 1966 apparve la C50, che rimarrà in produzione fino alla metà degli anni 1980, diventando una delle più diffuse e note versioni della Super Cub. La Honda sostituì il motore 50 cm³ OHV della C100 da 40 mm x 39 mm con quello da 39 mm x 41,4 mm OHC con testa in lega e cilindro di ferro della CS50 e C65, con potenza aumentata da 3,4 a 3,6 kW (da 4,5 a 4,8 HP). Analogamente la CM90 fu sostituita nel 1996 con la CM91 dotata di motore 89,5 cc OHC da 5,6 kW (7,5 HP), e un anno dopo ebbe le forcelle e il fanale anteriore rimodellati come la C50, divenendo la nota C90. Sebbene il progetto elementare della Cub rimanesse invariato, vi furono aggiustamenti estetici e migliorie che comprendevano le forcelle rivestite. La C100 rimase in produzione a fianco alle versioni più nuove per in anno ancora, fino al 1967. Dopo il 1980 la C70 per il mercato americano fu chiamata C70 Passport.

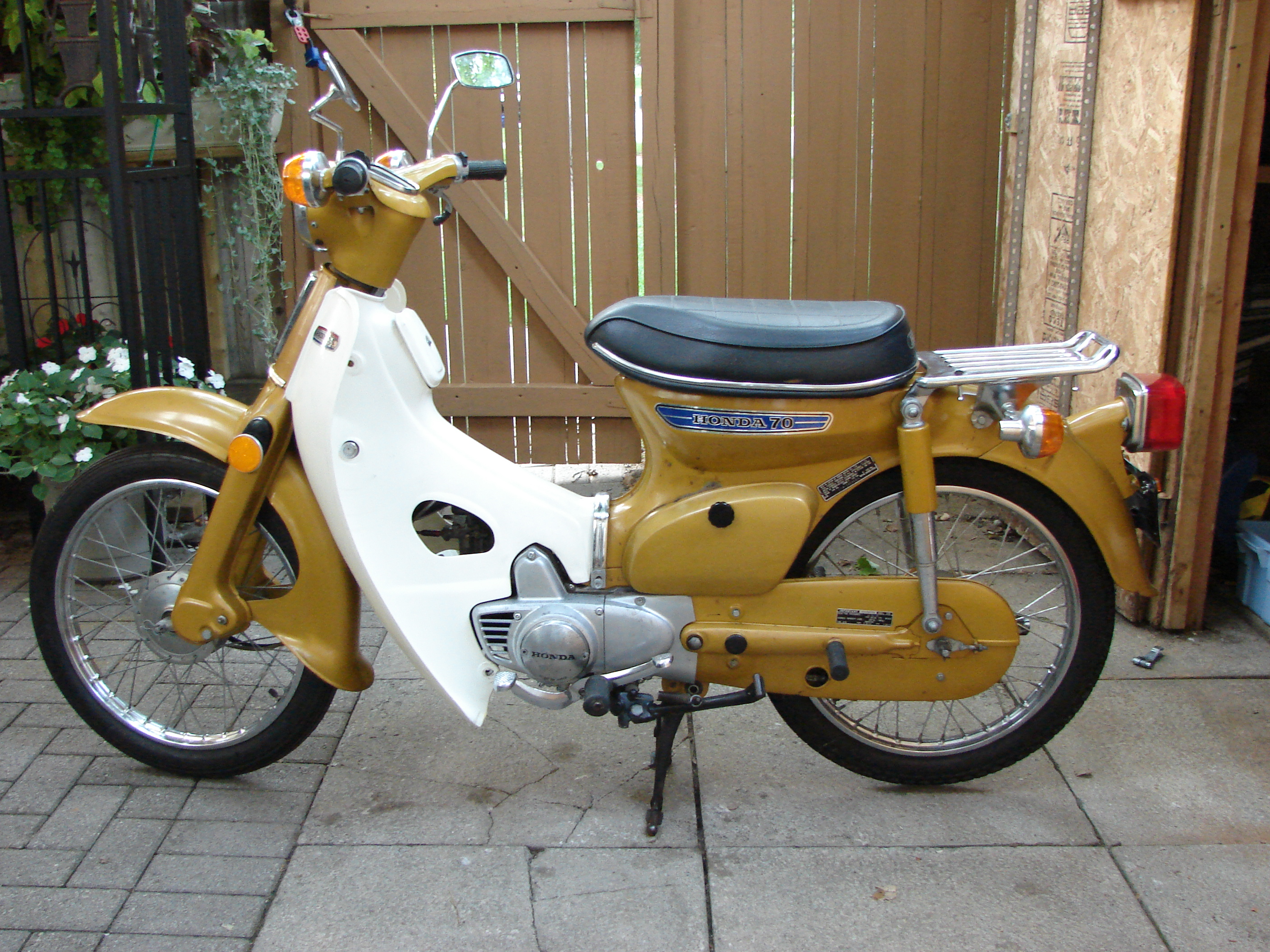
Una C70 del 1972

Nel 1962, per gran parte dei mercati, la Honda predispose un sistema Capacitive Discharge Ignition (CDI) per rimpiazzare l'accensione a punti di contatto, per adattarsi agli standard di emissione di mercati come gli USA. Al contempo la tensione di esercizio dell'impianto elettrico passò da 6 a 12 volt.
Nel 1984 la Honda lanciò su alcuni mercati versioni ristilizzate della Cub, con fanali squadrati, manubri rivestiti di plastica e paraschizzi posteriore. Nel mercato interno nipponico la linea quadrateggiante dei fanali era un accessorio, e in alcuni luoghi come il Regno Unito si è tornati ad importare le Cub con i fanali dallo stile arrotondato tradizionale.
Nel 1966, per i mercati asiatici, fu presentato un modello col motore più grosso 100 cc HA05E. Si trattava di un veicolo sviluppato esclusivamente per il mercato del Sudest asiatico, specie in Thailandia, Malaysia e Vietnam (dove i tuboni andavano per la maggiore) con nuove caratteristiche come la sospensione anteriore telescopica in sostituzione della più vecchia leading link, e una trasmissione a quattro rapporti al posto della più vecchia a tre rapporti presente nelle prime versioni della Cub. Il modello 100 cm³ fu inizialmente chiamato Honda Dream in Thailandia e Honda EX5 in Malaysia, prima di essere standardizzato come Honda EX5 Dream nel 2003. Inoltre, nel 1988 Honda Giappone iniziò ad importare la Dream "made in Thailand" come Super Cub C100EX. La C100EX ebbe poi un ritocco estetico nel 1993, mentre la EX5 Dream del Sudest asiatico mantiene tuttora il progetto del 1966, salvo minori modifiche cosmetiche. Nel 2011 in Thailandia fu accantonata la EX5 Dream con carburatore, e venne sostituita dalla Honda Dream 110i ad iniezione, con il gruppo propulsore derivato dalla Honda Wave 110i, ovviamente sempre ad iniezione.
Alla fine degli anni 1990 la Honda introdusse le motociclette della nuova NF, conosciute come serie Honda Wave, o anche come Innova in alcuni mercati, che usano telai con tubi d'acciaio, freno a disco anteriore e coperture di plastica in varie scelte di cilindrata: 100 cc, 110 cc e 125 cc. Anche se non sono Cub, queste moto si sono vendute bene, specie nei Paesi europei in cui la produzione delle Honda Cub era cessata in precedenza. Ad ogni modo, la produzione di Honda Cub continua tuttora in Asia, Africa e Sudamerica, benché sia affiancata dalle più moderne serie Honda Wave e da altri modelli.
A partire dal 2007 le Cub per il mercato giapponese impiegano l'iniezione di carburante Honda PGM-FI.
La Honda ha fatto un model year 2018 in versione speciale per commemorare il 60º anniversario di produzione della Super Cub, con una cerimonia nello stabilimento di Ōzu (Kumamoto), in cui nell'ottobre 2017 era stato prodotto il cento milionesimo esemplare.

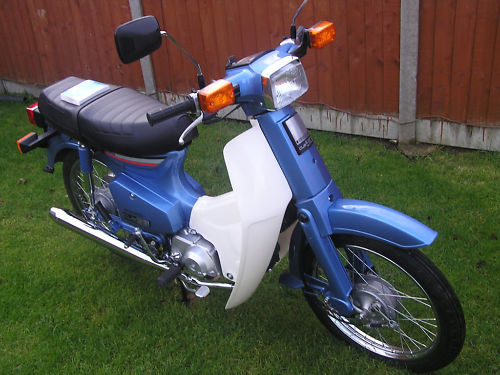
Una C90 con fanale quadrato 12v
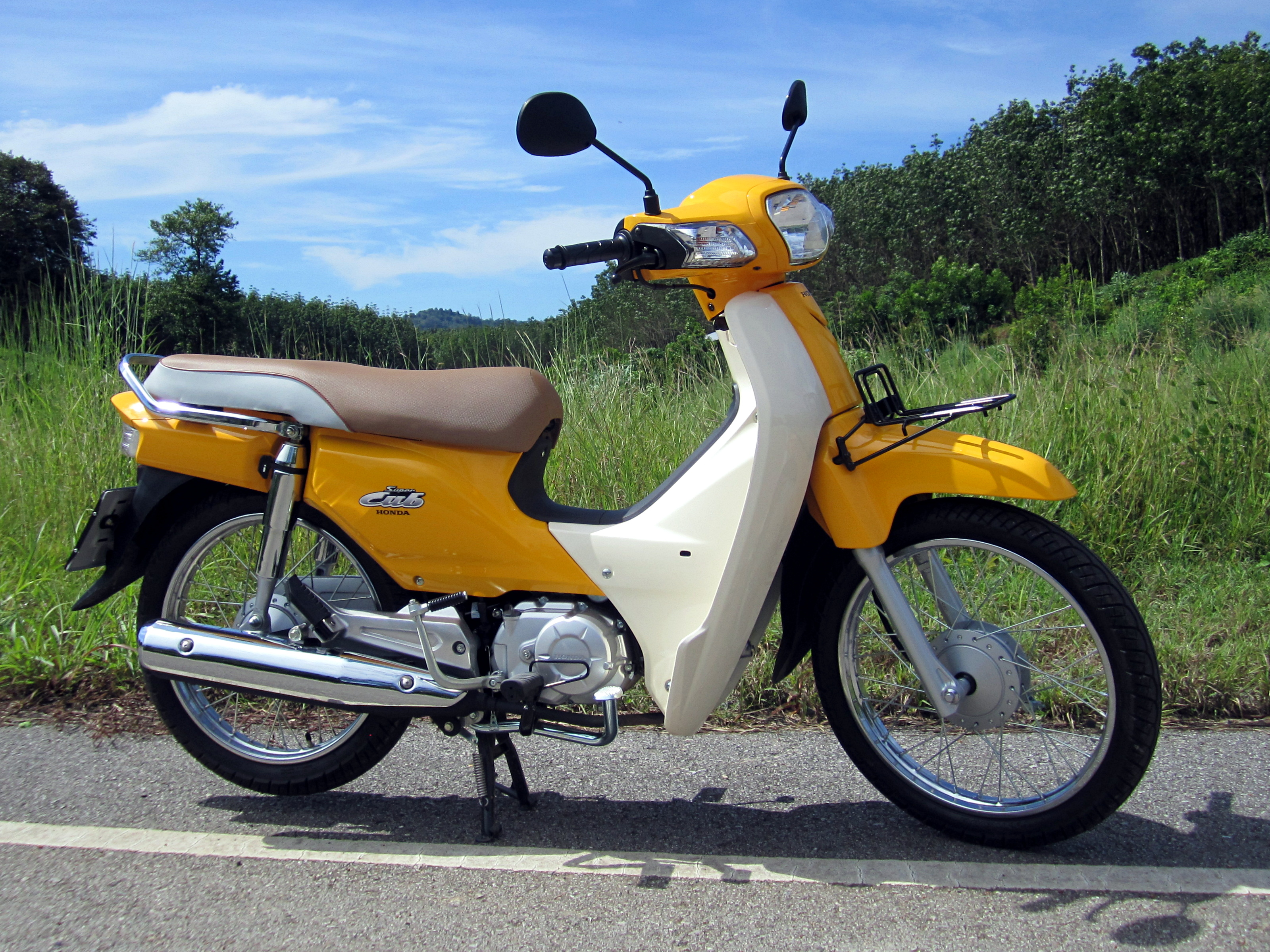
Una Dream 110i Super Cub del 2014
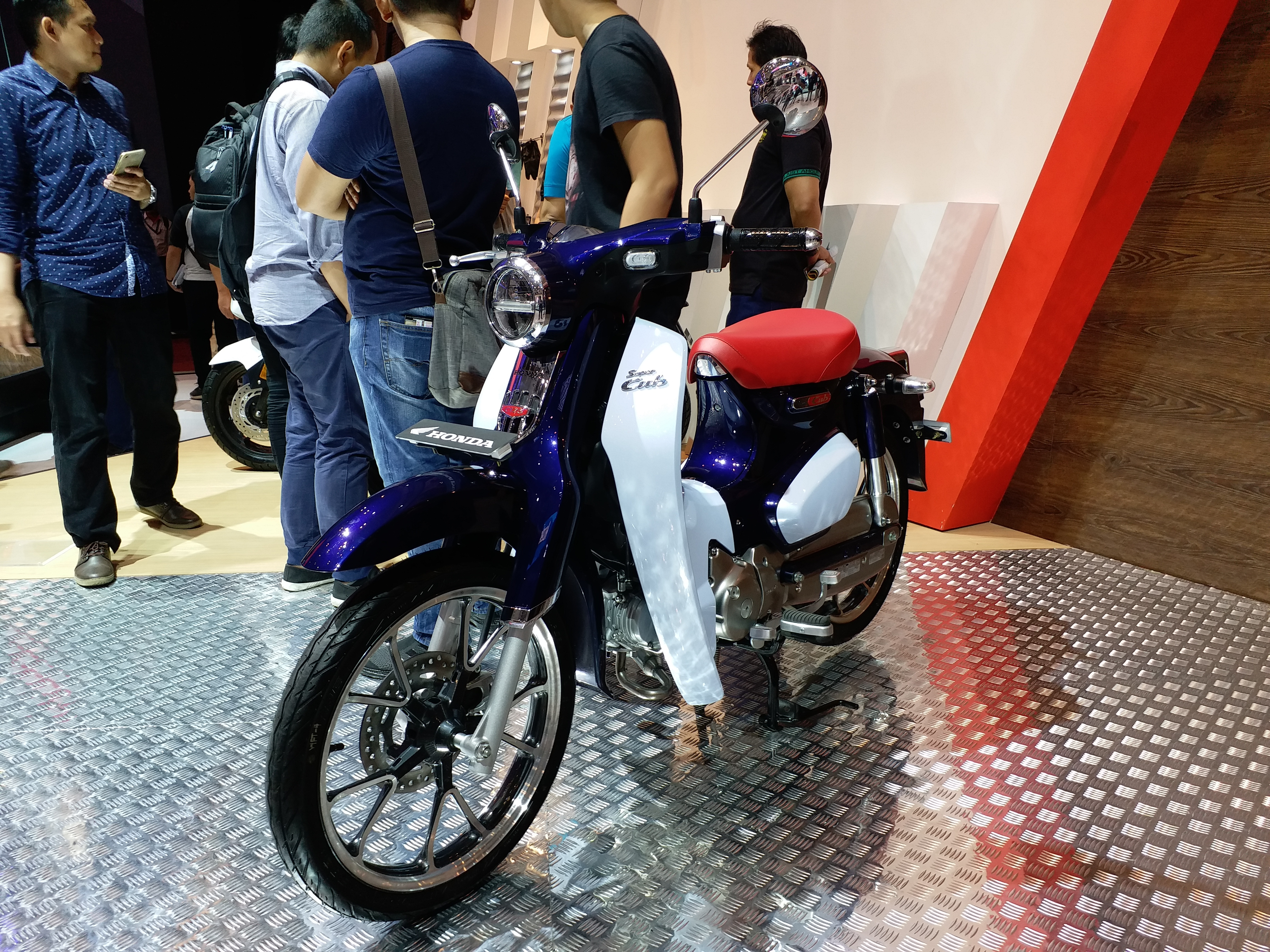
Una Honda Super Cub C125 del 2018

### Sports Cub

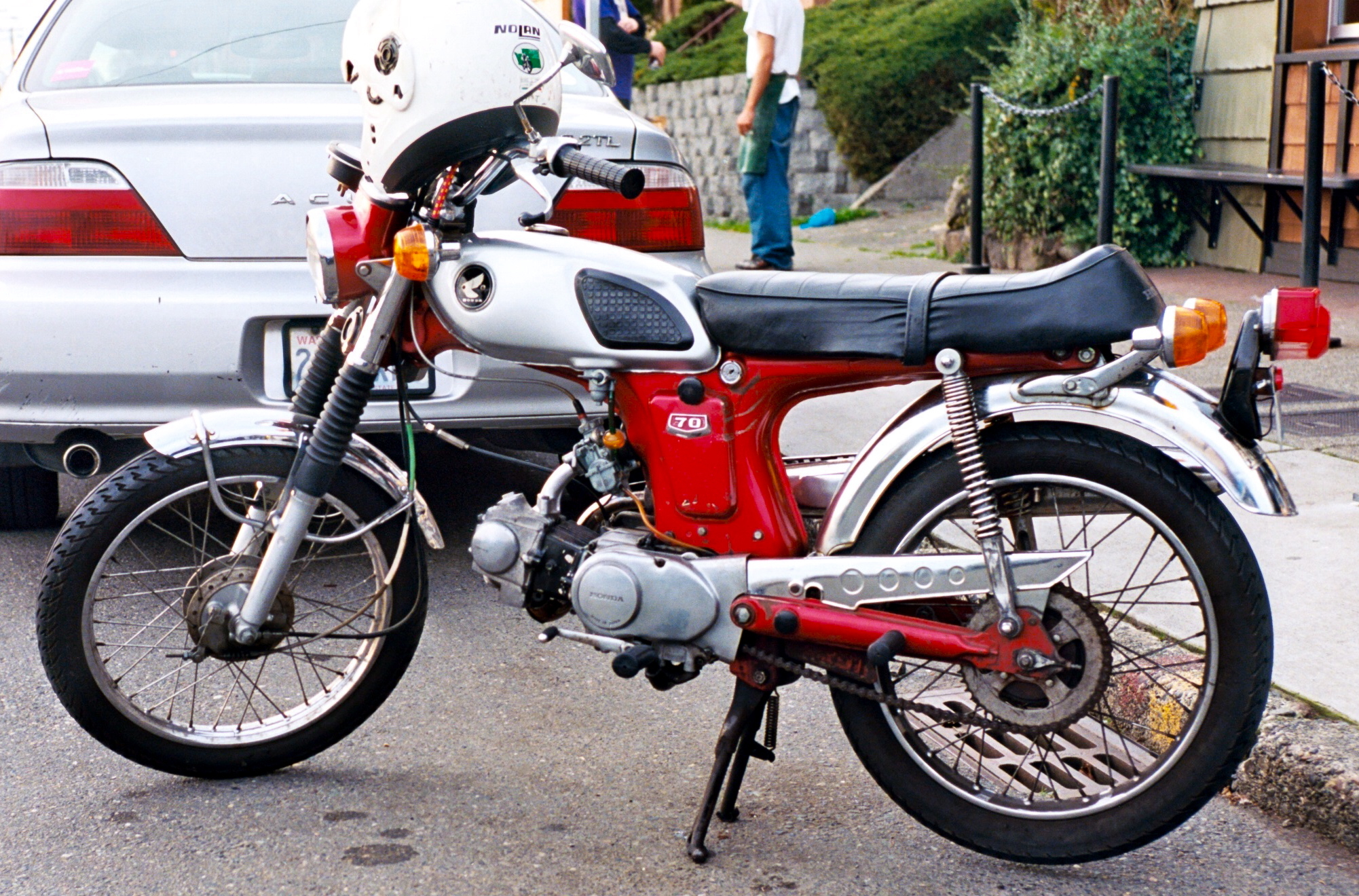
La Honda 70 del 1970, detta anche CD70, usava il telaio sportivo di C110 e CD65, col motore della C70.

La C110 Sports Cub debuttò nell'ottobre 1960. La C110 era più simile ad una motocicletta tradizionale che andava "cavalcato" dal conducente (ossia, con un serbatoio da stringere tra le cosce), e non una "varcabile". Aveva un telaio differente, con il serbatoio sopra di esso e davanti alla sella, e la trave d'acciaio correva orizzontalmente dal tubo dello sterzo alla sella. Aveva anche un motore lievemente più potente, da 3,4 a 3,7 kW (da 4,5 a 5 HP) a 9 500 RPM. Erano sotto-varianti della Super Cub la C111, sprovvista di sellino per il passeggero, e la C110D, detta anche C114, che aveva un tubo di scarico basso. Le prime versioni della Sports Cub avevano il cambio a tre marce, ma in seguito fu adottato uno a quattro rapporti. La C102 rimase in produzione per sei model year, fino al 1965, e la C110 Sports Cub fino al 1966.
Nel 1963 fu introdotto un motore maggiorato OHV da 86,7 cc e 4,8 kW (6,5 HP). Fu usato dapprima sulla C200, che aveva un telaio simile alla C110, con un manubrio più verticale.
L'ultimo anni di produzione della S65 fu il 1967; CD65 e CL65 la rimpiazzarono per un solo anno, il 1968. Esse avevano il motore con più elevato regime massimo di rotazione da 4,6 kW (6,2 HP) e 63 cm³ già presente sulla CS65. Poi nel 1969 la C70 con 4,6 kW (6,2 HP) e 71,8 cc sostituì C65 e CL65. Erogava perciò la stessa potenza massima, ma a 9 000 RPM invece di 10 000, e più coppia, 0,53 kgm (5,2 Nm) a 7 000 RPM invece di 0,48 kgm (4,7 Nm) a 8 000 RPM. Fu introdotta negli USA, Canada ed Asia al momento del lancio, e nel Regno Unito nel 1972.

### Minimoto

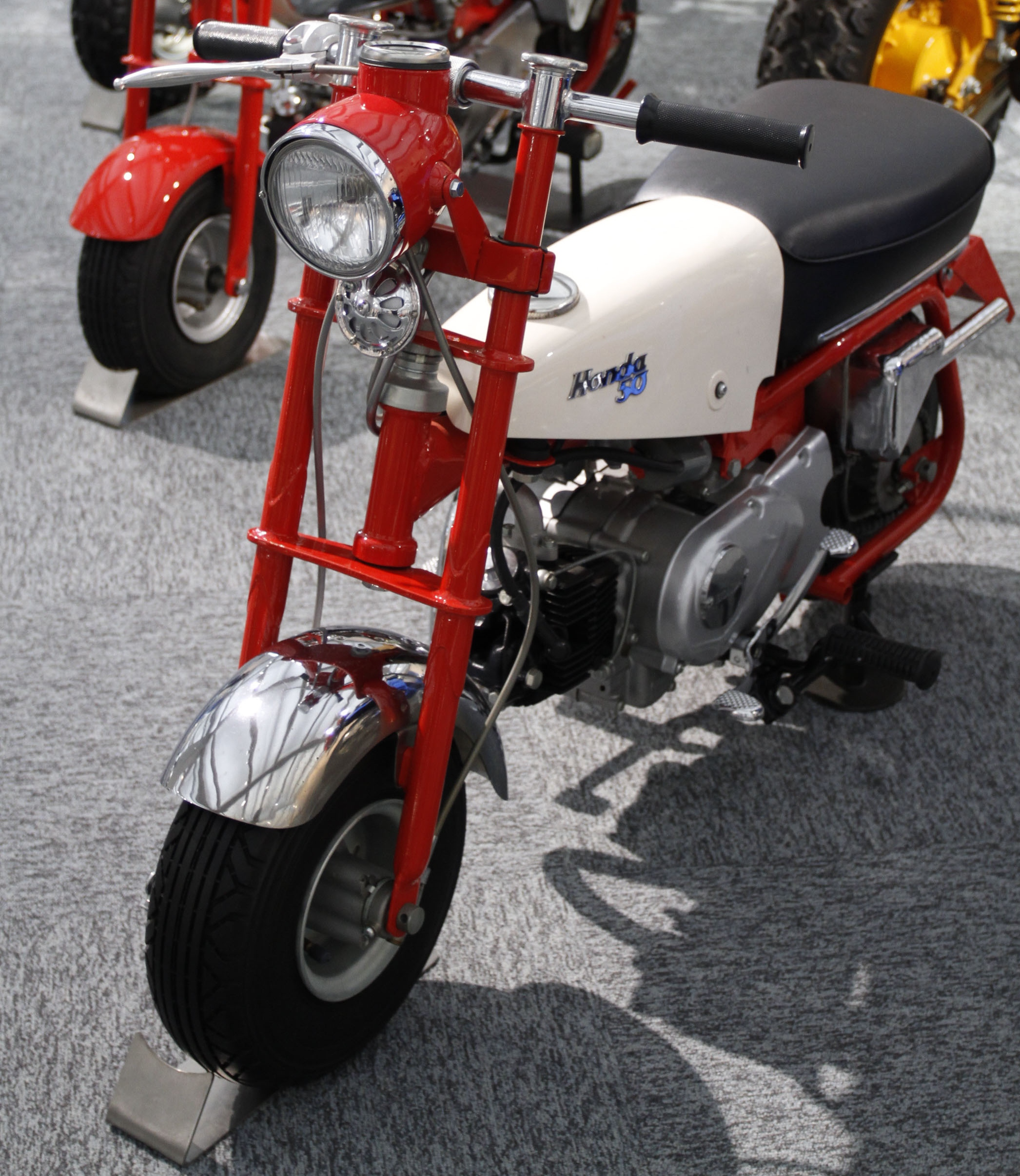
La Honda Z100 Monkey nella Honda Collection Hall

Nel 1960 arrivò la CZ100, che usava lo stesso motore su un telaio molto più piccolo con ruote di appena 5". Primo modello della Serie Z Honda, la CZ100 era stata concepita come una novità per tratti brevi o pit bike, ma invece fece successo nella nicchia delle monkey bike (un soprannome dei veicoli della Serie Z Honda).

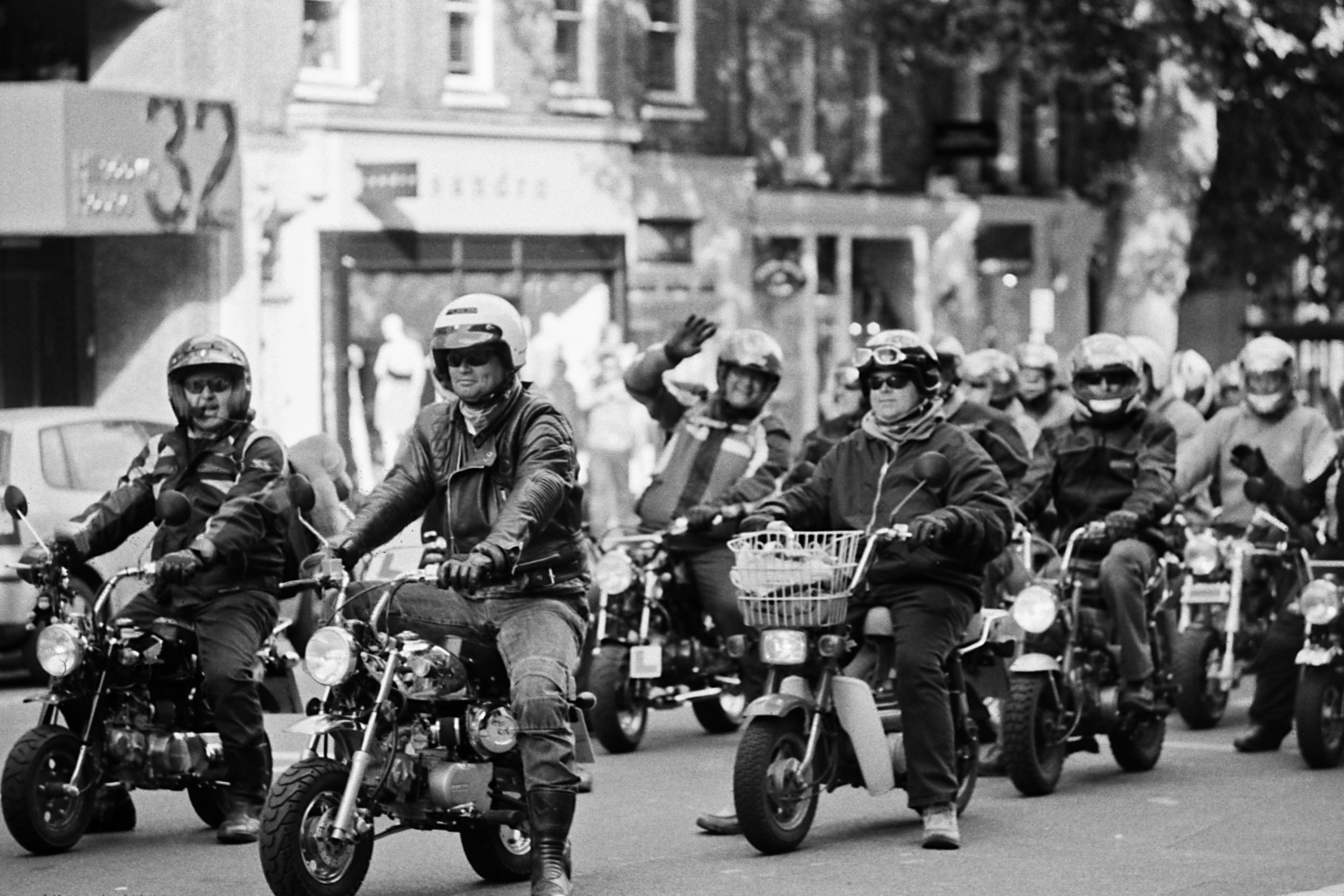
Un gruppo di motociclisti su Honda Monkey Bike

### Trail

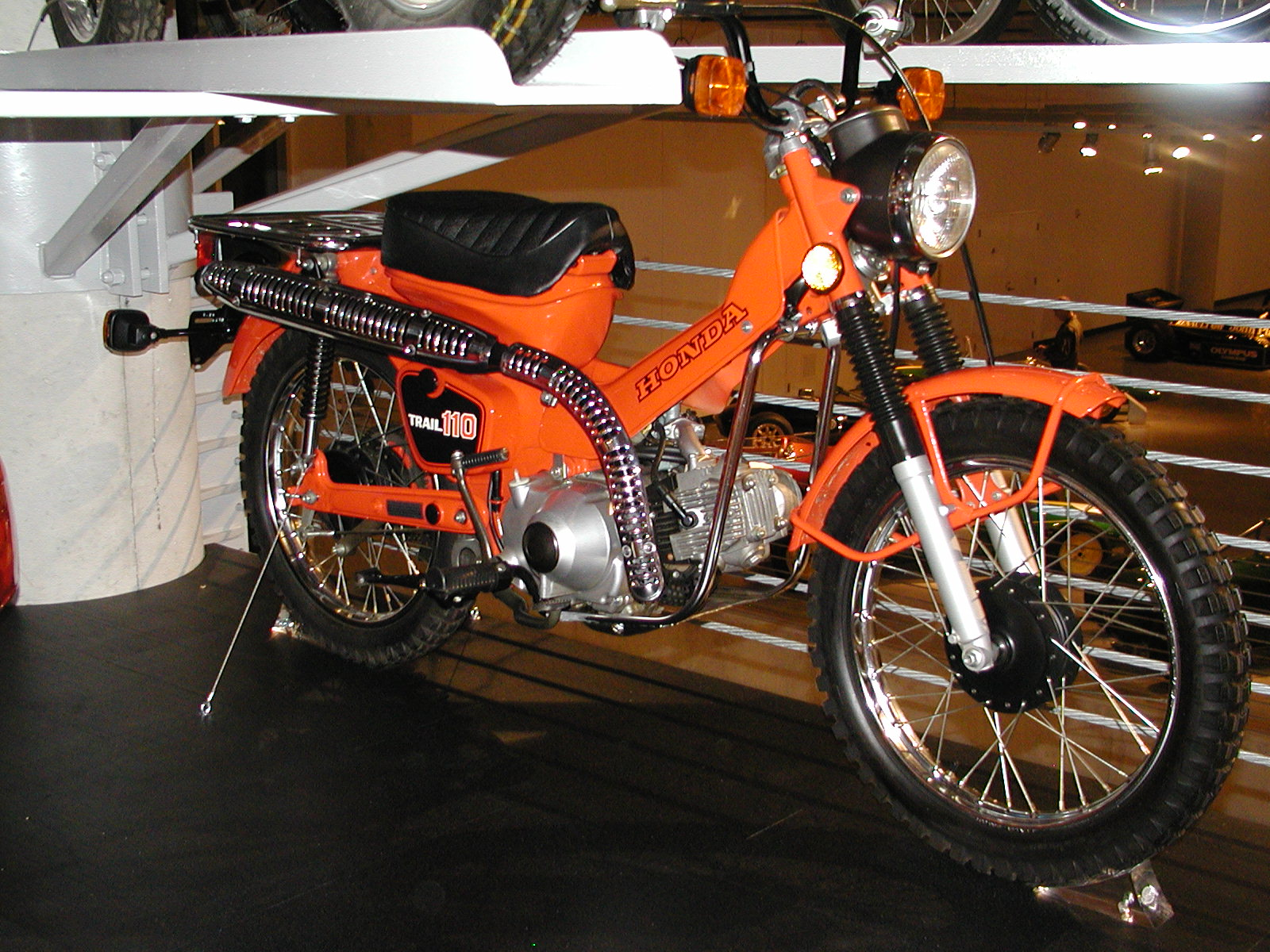
Una Honda CT110 Trail 110 Hunter Cub, il modello finale della linea Trail Cub, prodotta dal 1981 al 2000.

Nel 1961 comparve una versione entro-fuoristrada della Super Cub che oggi sarebbe considerata una motocicletta dual-sport ma allora chiamata trail bike (in pratica, una motocicletta adatta ad un uso fuoristrada non specialistico). Jack McCormack, il primo "commerciale" nazionale della Honda Motor Company americana, disse che la Trail 50, ed ancor più la successiva Honda CB77, fu il risultato della volontà Honda di ascoltare ed assecondare i desideri del cliente. "Quando si parla di produttori giapponesi, la loro forza (oltre alla qualità dei loro mezzi) era che ascoltavano il mercato. La gente afferma sempre che era il management giapponese, ma, per essere sincero, il management giapponese non mi ha mai impressionato. Facevano quello che non faceva alcun altro costruttore di moto — ascoltavano".
Nel 1960 Mc Cormack notò che un concessionario Honda di Boise (Idaho) stava vendendo più Honda 50 di quanto ne vendessero tutti e sei i concessionari di Los Angeles messi assieme. Scoprì che il concessionario dell'Idaho, Herb Uhl, stava vendendo le CA100 come trail bike aggiungendole pneumatici tassellati da fuoristrada e una "corona truccata"; ossia, accorciando il rapporto di trasmissione finale mediante l'uso di una grande corona con più denti, che aumentava la coppia reale alla ruota, sia pure (ovviamente) rinunciando a qualcosa in termini di velocità massima. Uhl diceva che i vantaggi del peso contenuto e della frizione automatica permettevano anche ai piloti meno esperti di apprezzare la guida fuoristrada, specie al confronto con le tradizionali grosse trail bike, che potevano essere difficili da padroneggiare. McCormack spedì una versione della CA100 adattata da Uhl in Giappone, chiedendo alla Honda di metterla in produzione, e dal marzo 1961 la Trail 50 fu disponibile per i concessionari USA. Cycle World apprezzò il piacere semplice di praticare il fuoristrada poco impegnativo con la nuova moto, e fu un successo commerciale negli USA.

### SuperCub X

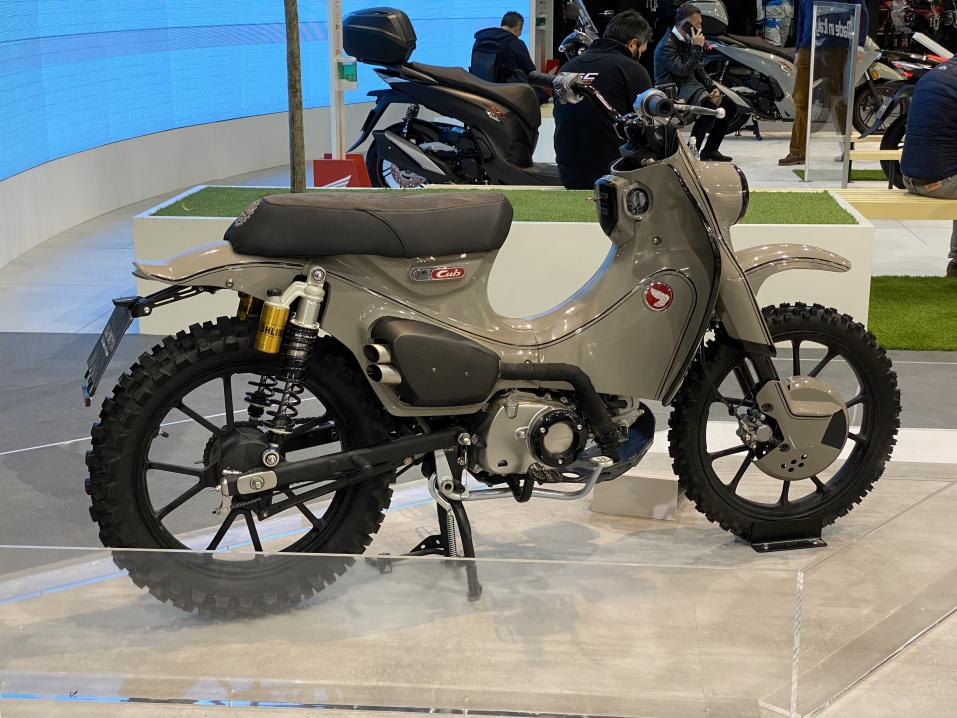
Il Super Cub X realizzato dall'atelier MAAN - Motocicli Audaci su richiesta ufficiale di Honda Motor Europe LDT Italia ed esposto all'Eicma 2021.

Nel 2021, dopo il lancio del Super Cub C125 in versione biposto con nuovo motore da 124 cc raffreddato ad aria e potenza massima di 9,8 CV (7,2 kW), Honda Motor Europe Ldt. Italia affida all'atelier di customizzazione cagliaritano, Motocicli Audaci la rivisitazione in chiave enduro dell'iconico mezzo, presentando il 28 luglio 2021 il Super Cub X: una versione rivista nell'estetica e nella ciclistica che sta incontrando il favore del pubblico europeo e che potrebbe vedere la luce in una produzione di serie o tiratura limitata. Il mezzo, dopo un severo test di oltre 500 km effettuato in Sardegna durante l'evento Dust'n Sardinia, avendo fornito ottime risposte dinamiche, è stato presentato al pubblico da Honda Motor Europe Ldt. Italia a Eicma 2021, fiera internazionale del motociclo.

## Caratteristiche tecniche
|                                   | C100                                                                                      | C102                                                                                      | C50                                                                                       | C70                                                                                       | C86                                                                                       | C90                                                                                       | C100EX                                         | Super Cub 50                                                                              | Super Cub 110                       | Dream 110i                        | Super Cub C125                                                                  | Super Cub 50                       |
| Model year                        | 1958–1967                                                                                 | 1960–1965                                                                                 | 1966–1980+                                                                                | 1969–1980+                                                                                |                                                                                           | 1966–1980+                                                                                | 1986–                                          | 2007–                                                                                     | 2009–                               | 2011–                             | 2018–                                                                           | 2018–                              |
| Note                              |                                                                                           | Avviamento elettrico                                                                      |                                                                                           | Passport in USA (1980-1983)                                                               | C86 Deluxe Malaysia Limited                                                               |                                                                                           | EX5 Dream in Thailandia e Malaysia             | PGM-FI                                                                                    |                                     |                                   | PGM-FI con arricchitore automatico                                              | PGM-FI con arricchitore automatico |
| Motore                            | 49 cc (3,0 cu in) OHV raffreddamento a liquido monocilindrico                             | 49 cc (3,0 cu in) OHV raffreddamento a liquido monocilindrico                             | 49,5 cc (3,02 cu in)                                                                      | 71,8 cc (4,38 cu in)                                                                      | 86 cm³ (5.2 cu in)                                                                        | 89,5 cc (5,46 cu in) OHC                                                                  | 97 cc (5,9 cu in) OHC                          | 49 cc (3,0 cu in) OHC                                                                     | 109,1 cc (6,66 cu in) OHC           |                                   | 124,9 cc (7,62 cu in) OHC                                                       |                                    |
| Alesaggio e corsa                 | 40 mm × 39 mm (1,6 in × 1,5 in)                                                           | 40 mm × 39 mm (1,6 in × 1,5 in)                                                           | 39 mm × 41,4 mm (1,54 in × 1,63 in)                                                       | 47 mm × 41,4 mm (1,85 in × 1,63 in)                                                       | 47 mm × 49,5 mm (1,85 in × 1,95 in)                                                       | 50 mm × 45,6 mm (1,97 in × 1,80 in)                                                       | 50 mm × 49,5 mm (1,97 in × 1,95 in)            | 39,0 mm × 41,4 mm (1,54 in × 1,63 in)                                                     | 50 mm × 55,6 mm (1,97 in × 2,19 in) |                                   | 52,4 mm × 57,9 mm (2,1 in × 2,3 in)                                             |                                    |
| Compressione                      | 8.5:1                                                                                     | 8.5:1                                                                                     | 8.8:1*                                                                                    | 8.8:1*                                                                                    | 9.2:1                                                                                     | 8.2:1                                                                                     | 8.8:1                                          | 10:1                                                                                      | 9.0:1                               |                                   | 9.3:1                                                                           | 10.0                               |
| Velocità massima                  | 69 km/h (43 mph)                                                                          |                                                                                           |                                                                                           |                                                                                           | 100 km/h (62 mph)                                                                         |                                                                                           | 110,00 km/h (68,35 mph)                        |                                                                                           |                                     |                                   |                                                                                 |                                    |
| Potenza                           | 3,4 kW (4,5 bhp) @9500 rpm                                                                | 3,4 kW (4,5 bhp) @9500 rpm                                                                | 3,6 kW (4,8 bhp) @ 10000 rpm                                                              | 4,5 kW (6 bhp) @ 9000                                                                     |                                                                                           | 5,6 kW (7,5 bhp) @ 9500 rpm                                                               | 5,9 kW (8,0 PS) @ 8000 rpm                     | 2,5 kW (3,4 hp) @ 7000 rpm                                                                | 6,0 kW (8,0 hp) @ 7500 rpm          |                                   | 6,76 kW (9,1 hp; 9,2 PS) @ 7,500 rpm                                            |                                    |
| Coppia                            | 0,33 kg⋅m (3,2 N⋅m; 2,4 ft⋅lbf) @8500 rpm                                                 |                                                                                           |                                                                                           | 0,53 kg⋅m (5,2 N⋅m; 3,8 ft⋅lbf) @ 7000 rpm                                                |                                                                                           | 0,67 kg⋅m (6,6 N⋅m; 4,8 ft⋅lbf) @ 6000 rpm                                                | 0,83 kg⋅m (8,1 N⋅m; 6,0 ft⋅lbf) @ 6000 rpm     | 3,8 N⋅m (2,8 ft⋅lbf) @ 5000 rpm                                                           | 8,4 N⋅m (6,2 ft⋅lbf) @ 5500 rpm     |                                   | 9,79 N⋅m (7,2 ft⋅lbf) @ 5,000 rpm                                               | 3.8 N.m (0.39 lbfft) 5,500 rpm     |
| Accensione                        | volano accensione a magnete                                                               | Bobina d'accensione                                                                       | Magnete                                                                                   | Magnete                                                                                   | Magnete                                                                                   | Magnete                                                                                   | CDI                                            |                                                                                           |                                     |                                   | Tutti transistor                                                                | Tutti transistor                   |
| Trasmissione                      | 3 marce frizione centrifuga in bagno d'olio cambio semiautomatico                         | 3 marce frizione centrifuga in bagno d'olio cambio semiautomatico                         | 3 marce                                                                                   | 3 marce                                                                                   | 3 marce                                                                                   | 3 marce                                                                                   | 4 marce                                        | 3 marce                                                                                   | 4 marce                             |                                   | 4-marce                                                                         | 4-marce                            |
| Telaio                            | Tubone in acciaio stampato                                                                | Tubone in acciaio stampato                                                                | Tubone in acciaio stampato                                                                | Tubone in acciaio stampato                                                                | Tubone in acciaio stampato                                                                | Tubone in acciaio stampato                                                                | Tubone in acciaio stampato                     |                                                                                           |                                     |                                   | Tubone acciaio                                                                  | Tubone acciaio                     |
| Sospensioni                       | Anteriore: leading link corsa 56 mm (2,2 in), Posteriore: Forcellone corsa 61 mm (2,4 in) | Anteriore: leading link corsa 56 mm (2,2 in), Posteriore: Forcellone corsa 61 mm (2,4 in) | Anteriore: leading link corsa 56 mm (2,2 in), Posteriore: Forcellone corsa 61 mm (2,4 in) | Anteriore: leading link corsa 56 mm (2,2 in), Posteriore: Forcellone corsa 61 mm (2,4 in) | Anteriore: leading link corsa 56 mm (2,2 in), Posteriore: Forcellone corsa 61 mm (2,4 in) | Anteriore: leading link corsa 56 mm (2,2 in), Posteriore: Forcellone corsa 61 mm (2,4 in) | Forcella telescopica, Forcellone               | Anteriore: leading link corsa 56 mm (2,2 in), Posteriore: Forcellone corsa 61 mm (2,4 in) | Forcella telescopica, Forcellone    | Forcella telescopica, Forcellone  | Forcella telescopica, Forcellone                                                | Forcella telescopica, Forcellone   |
| Freni                             | Anteriore & Posteriore 110 mm (4,3 in) tamburo                                            | Anteriore & Posteriore 110 mm (4,3 in) tamburo                                            | Anteriore & Posteriore 110 mm (4,3 in) tamburo                                            | Anteriore & Posteriore 110 mm (4,3 in) tamburo                                            | Anteriore & Posteriore 110 mm (4,3 in) tamburo                                            | Anteriore & Posteriore 110 mm (4,3 in) tamburo                                            | Anteriore & Posteriore 110 mm (4,3 in) tamburo |                                                                                           |                                     |                                   | Anteriore: Disco a pinza singola 220 mm (8,7 in); Posteriore: Tamburo meccanico |                                    |
| Pneumatici (anteriore/posteriore) | 2.25" x 17"/2.25" x 17"                                                                   | 2.25" x 17"/2.25" x 17"                                                                   | 2.25" x 17"/2.25" x 17"                                                                   | 2.25×17"/ 2.5×17"                                                                         | 2.25×17"/ 2.5×17"                                                                         | 2.5×17"/ 2.5×17"                                                                          | 2.25×17"/ 2.5×17"                              | 2.25×17"/ 2.75×14"                                                                        | 2.25×17"/ 2.50×17"                  | 70/90-17 M/C 38P 80/90-17 M/C 50P | 70/90-17 80/90-17                                                               | 60/100-17 60/100-17                |
| Inclinazione forcella, avancorsa  |                                                                                           |                                                                                           |                                                                                           | 71 mm (2,8 in)                                                                            |                                                                                           |                                                                                           | 26° 30', 75 mm (3,0 in)                        | 26°, 47 mm (1,9 in)                                                                       |                                     | 26° 30', 75 mm (3,0 in)           | 26.5°, 71,12 mm (2,8 in)                                                        | 26° 30', 75 mm (3,0 in)            |
| Passo                             | 1 180 mm (46,5 in)                                                                        | 1 180 mm (46,5 in)                                                                        | 1 180 mm (46,6 in)                                                                        | 1 180 mm (46,6 in)                                                                        |                                                                                           | 46,7 in (1 185 mm)                                                                        | 1 190 mm (46,9 in)                             | 1 185 mm (46,7 in)                                                                        |                                     | 1 212 mm (47,7 in)                | 1 243 mm (48,9 in)                                                              | 1,210 mm (47.6 in)                 |
| Lunghezza                         | 1 780 mm (70,1 in)                                                                        | 1 810 mm (71,2 in)                                                                        | 1 800 mm (70,7 in)                                                                        | 1 800 mm (70,7 in)                                                                        |                                                                                           | 1 800 mm (72 in)                                                                          | 1 835 mm (72,2 in)                             | 1 775 mm (69,9 in)                                                                        | 1 830 mm (72 in)                    | 1 915 mm (75,4 in)                | 1 910 mm (75,2 in)                                                              | 1,860 mm (73.2 in)                 |
| Larghezza                         | 570 mm (22,6 in)                                                                          | 570 mm (22,6 in)                                                                          | 640 mm (25,2 in)                                                                          | 640 mm (25,2 in)                                                                          | 640 mm (25,2 in)                                                                          | 640 mm (25,2 in)                                                                          | 670 mm (26 in)                                 | 660 mm (26 in)                                                                            | 710 mm (28 in)                      | 696 mm (27,4 in)                  | 718 mm (28,3 in)                                                                | 695 mm (27.3 in)622                |
| Altezza                           | 610 mm (24 in)                                                                            |                                                                                           |                                                                                           | 760 mm (29,9 in)                                                                          |                                                                                           |                                                                                           | 1 035 mm (40,7 in)                             | 960 mm (38 in)                                                                            | 1 040 mm (41 in)                    | 1 052 mm (41,4 in)                | 1 002 mm (39,4 in)                                                              | 1,040 mm (40.9 in)                 |
| Altezza sella                     |                                                                                           |                                                                                           |                                                                                           |                                                                                           |                                                                                           |                                                                                           | 760 mm (30 in)                                 | 705 mm (27,8 in)                                                                          | 735 mm (28,9 in)                    | 745 mm (29,3 in)                  | 780 mm (30,7 in)                                                                | 735 mm (28.9 in)                   |
| Peso a secco                      | 65 kg (143 lb)                                                                            | 70 kg (154 lb)                                                                            | 69 kg (152 lb)                                                                            | 72 kg (158 lb)                                                                            | 75 kg (165 lb)                                                                            | 85 kg (187 lb)                                                                            | 93 kg (205 lb)                                 | 79 kg (174 lb)                                                                            | 93 kg (205 lb)                      | 99 kg (218 lb)                    | 107 kg (236 lb)                                                                 | 96 kg (211 lb)                     |
| Capacità serbatoio                | 3 L (0,66 imp gal; 0,79 US gal)                                                           | 3 L (0,66 imp gal; 0,79 US gal)                                                           | 3 L (0,66 imp gal; 0,79 US gal)                                                           | 4,8 L (1,1 imp gal; 1,3 US gal)                                                           |                                                                                           |                                                                                           | 3,6 L (0,79 imp gal; 0,95 US gal)              | 3,4 L (0,75 imp gal; 0,90 US gal)                                                         | 4,3 L (0,95 imp gal; 1,1 US gal)    | 4,2 L (0,92 imp gal; 1,1 US gal)  | 3,7 L (0,81 imp gal; 0,98 US gal)                                               | 4.3 L (0.95 imp gal;1.1 US gal)    |

## Successo attuale

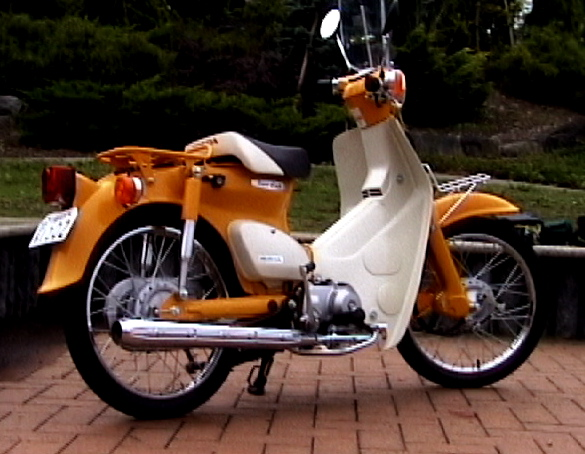
Honda Super Cub modello "Street" 50 cc

Le vendite delle Super Cub sono aumentate in Giappone con gli aggiornamenti del motore e l'installazione dell'iniezione di benzina per i modelli destinati al mercato interno giapponese a partire dal 2007, che la resero più potente, economica e pulita. Rispetto ai più moderni progetti di tuboni con la "carrozzeria" di plastica, come la Wave, la Cub originale rimane popolare.
Peter Egan e Steve Kimball della rivista Cycle World schierarono una Honda C70 Passport nel Craig Vetter Fuel Economy Challenge (gara di efficienza energetica) del 1981, contrapposta a motocicli progettati allo scopo da squadre di studenti di ingegneria, ed una concorrente della Honda americana. Il percorso era un circuito di 65 figli (105 km) vicino a San Luis Obispo che andava completato in 1 ora e 40 minuti, più o meno 10 minuti, il che implica una media di 35 mph (56 km/h). Kimball, in sella alla Passport, vinse la competizione con una guida abile e senza errori, con 198 miglia per gallone (1,19 L/100 km; 238 mpg).
In Vietnam le Super Cub sono il mototaxi più diffuso, tanto che "Honda" è diventato un caso di volgarizzazione del marchio o metonimia, equivalente a "xe ôm" che si riferisce ad ogni mototaxi. Anche nel mondo anglofono, "Honda" era sovente un sinonimo di "motocicletta" in conseguenza dell'ubiquità della Super Cub.

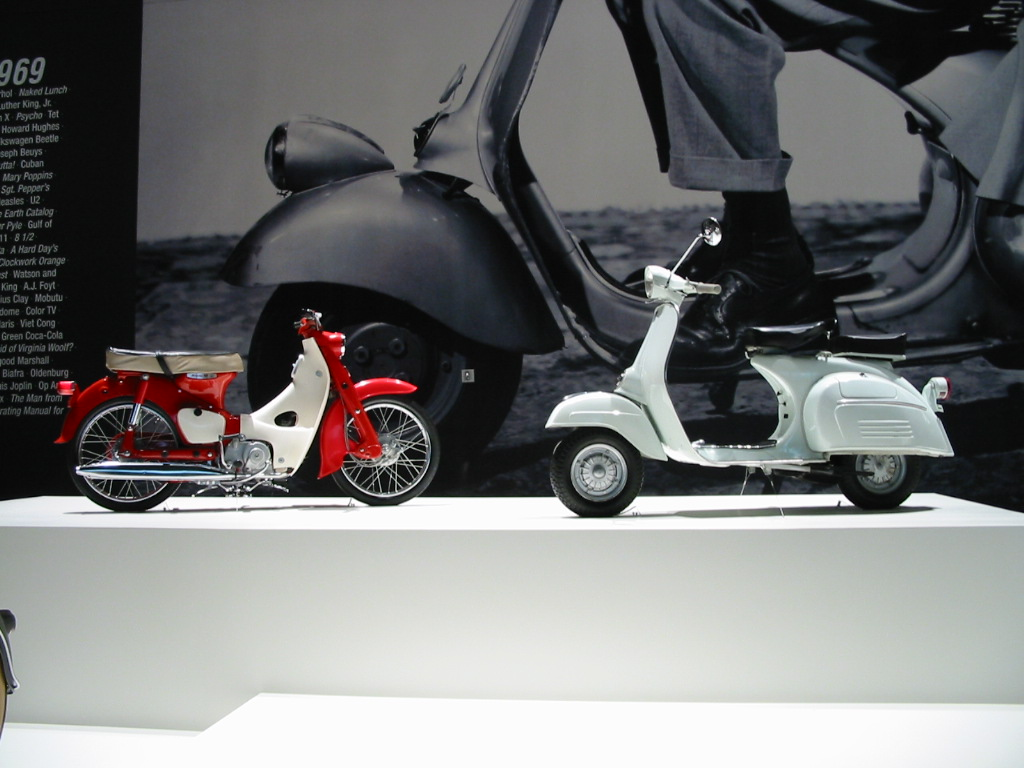
The Art of the Motorcycle al Guggenheim Las Vegas

La Super Cub fu inserita nella mostra del 1998 The Art of Motorcycle al Solomon R. Guggenheim Museum. Nel 2006, nella serie The Greatest Ever di Discovery Channel, un episodio pose al primo posto la Super Cub 49 cm³ del 1958. James May, co-presentatore della serie televisiva di successo Top Gear, comprò una Super Cub per lo Speciale Vietnam della Stagione 12 (2008). Lo scrittore Roland Brown osservò che "di tutte le brillanti moto che la Honda ha costruito — la supermoto CB750, le moto 6 cilindri da corsa di Mike Hailwood, la poderosa Gold Wing, niente meno — la più importante di tutte è la C100 Super Cub del 1958".
Nel 2014 la Super Cub divenne il primo veicolo in Giappone a ricevere un marchio registrato tridimensionale.
Nel giugno 2018 la Honda annunciò che, dopo un'assenza di 45 anni, il modello del 2019 Super Cub C125 sarebbe stato nuovamente disponibile negli Stati Uniti.
Nella primavera 2021 viene trasmesso l'anime Super Cub, realizzato con la collaborazione e la supervisione della Honda.

### Modelli prodotti su licenza
La cinese Chongqing Guangyu Motorcycle Manufacture Co, nota anche col nome Kamax, ha una linea di motociclette basata sul progetto Super Cub, su licenza Honda, che comprende la EEC Super Cub. Questa reinterpretazione della Super Cub è stata sviluppata esclusivamente per il mercato europeo in collaborazione con la Super Motor Company. Quest'ultima, che la sola distributrice europea della EEC Super Cub, la commercializza in tre versioni: Super 25, Super 50 e Super 100. Dal 2009 al 2010 la Flyscooters importò negli USA una versione Yinxiang della Super Cub, denominata Fly Scout. Analogamente, la China Jialing Industrial Co., Ltd. ha dieci modelli basati sul progetto Super Cub della Honda, tra cui la JL50Q-2 e la JL90-1 che si attengono allo stile originale del 1958, più diverse reinterpretazioni moderne. Il Lifan Group esporta nel Regno Unito una versione, la LF 100 da 97 cm³, dotata di forcella telescopica, cambio a quattro rapporti e indicatore di marcia digitale.
La SYM (SanYang Motor) di Taiwan produsse su licenza il progetto Super Cub come Symba 100, esportandola negli USA tra il 2009 e il 2016. Pur mantenendo l'impianto elementare, la SYM aumentò la misura del freno anteriore da 110 a 130 mm ed aggiunse un indicatore LED del carburante. Invece del leading link per l'avantreno, adottava la forcella telescopica. Il motore del Symba era un monocilindrico 101,4 cc a carburatore che dichiarava una potenza massima di 6,5 HP (4,8 kW) a 8 500 RPM, assistito da cambio a quattro marce e trasmissione semiautomatica con frizione centrifuga. La SYM cessò la produzione della Symba nel 2016.

### EV-Cub

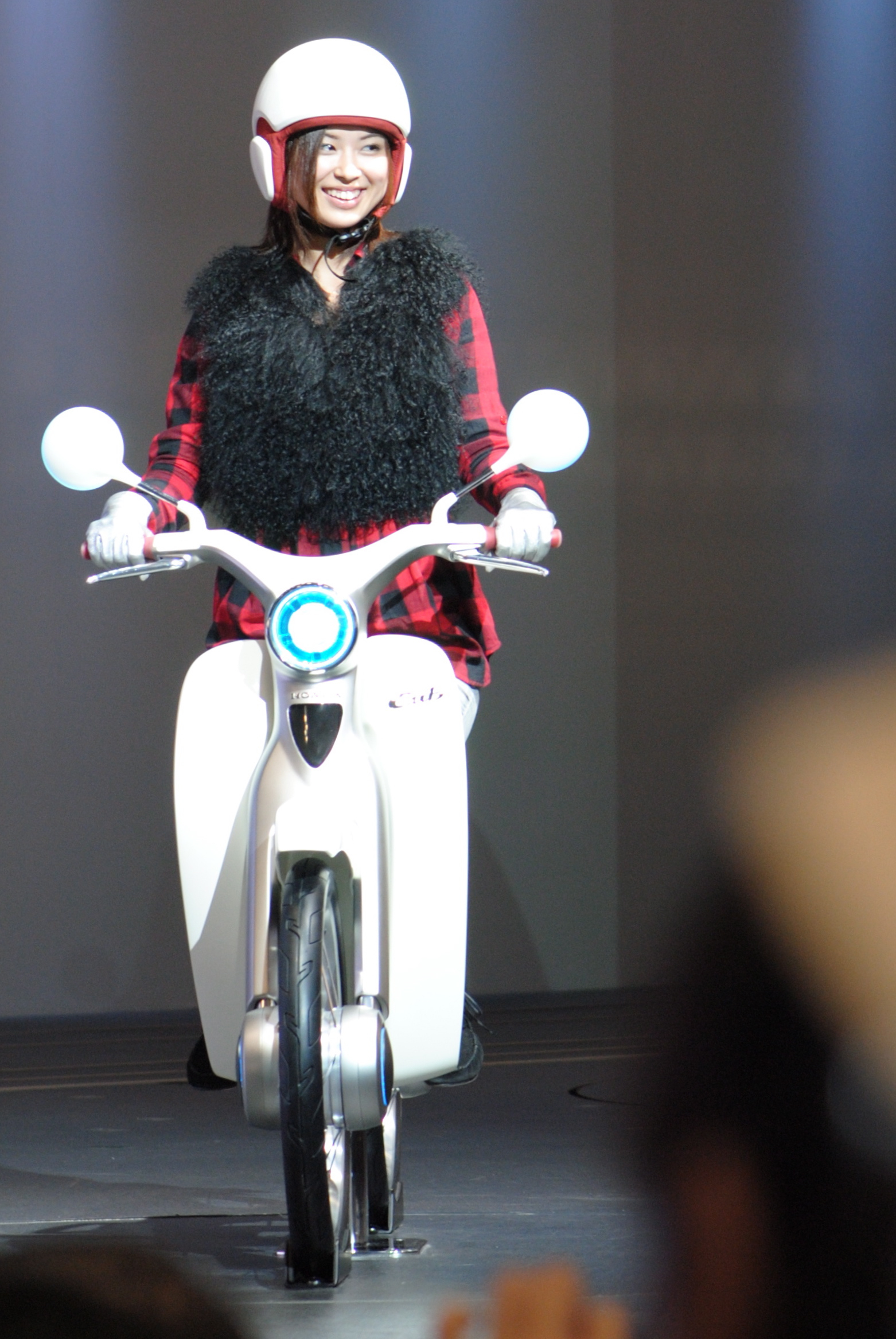
La EV-Cub al Tokyo Motor Show del 2009.

Al Tokyo Motor Show del 2009 la Honda presentò il concept di una motocicletta elettrica modellata sulla veneranda Super Cub a due ruote motrici grazie a motori elettrici montati sul mozzo di ciascuna ruota. La Honda dichiarò che mantenere la configurazione del 1958 anche nella concept bike del XXI secolo aveva senso poiché "il corpo umano non è cambiato negli ultimi 50 anni", e "la misura, forma e posizione di tutte le parti della Super Cub erano in qualche modo necessitate, e il progetto della Super Cub era razionale e centrato sul guidatore".
Senza l'ingombro del motore al centro del telaio, e del serbatoio carburante sotto la sella, c'era spazio per un vano caschi sottosella nello stile degli scooter. Veniva integrato nel nuovo motociclo elettrico un sistema di comunicazione interattivo, per consentire la conversazione tra guidatore e passeggero durante la marcia. Diversi altri costruttori, tra cui Christini, KTM, Öhlins, and Yamaha hanno sperimentato in fatto di motociclette con trazione a due ruote, rilevando che la potenza distribuita su entrambe le ruote giova alla stabilità, specialmente nelle curve ad angolo e nelle mani dei principianti. All'epoca la Honda lasciava intendere che avrebbe portato la EV-Cub sul mercato nel 2010. In un discorso del 2016 il presidente e AD Honda Takahiro Hachigo disse che intendevano rendere disponibile la EV-Cub in Giappone entro due anni circa, e in seguito su tutti i mercati ASEAN.

## La Super Cub come "cargo"

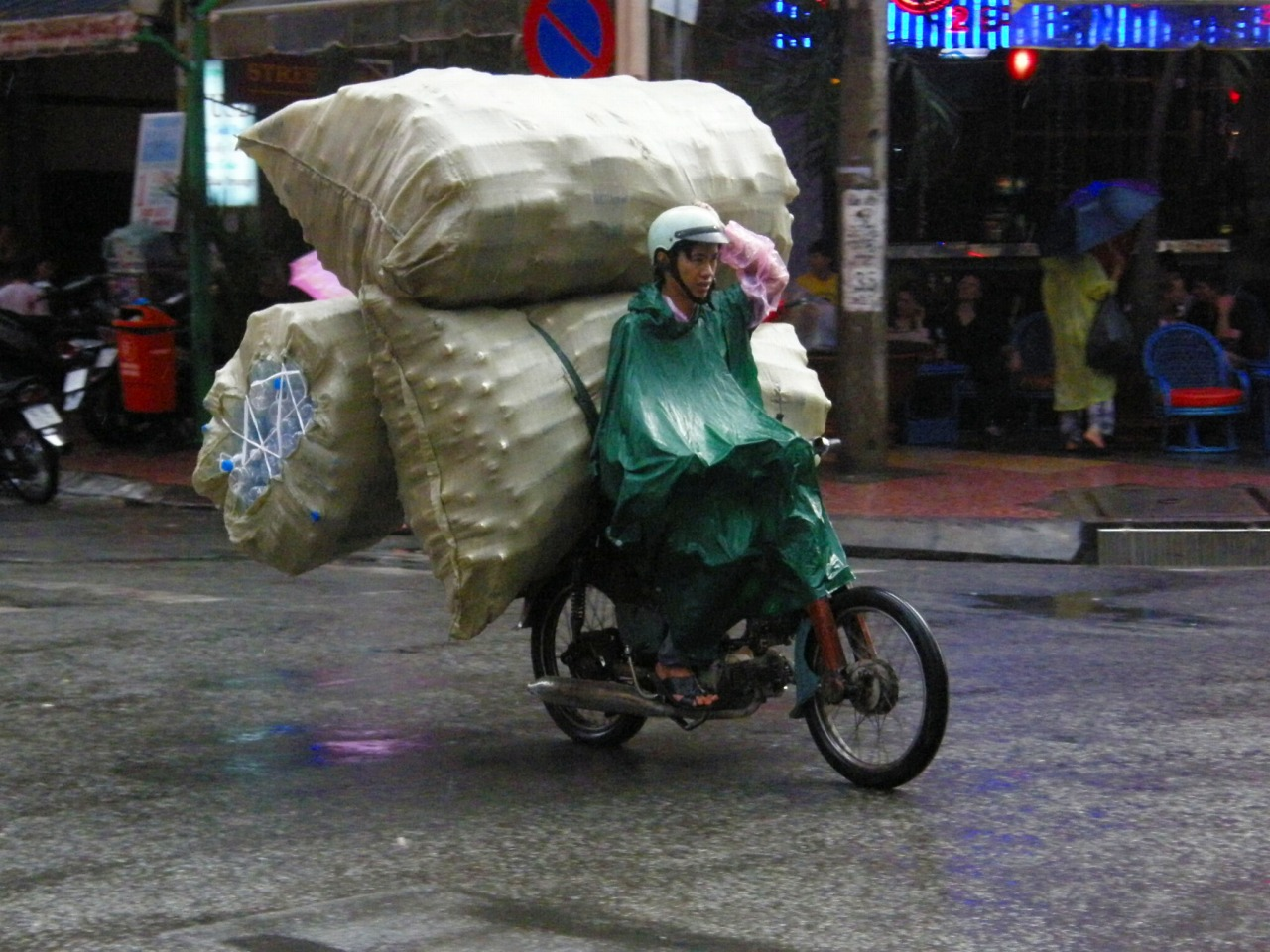
Ho Chi Minh City
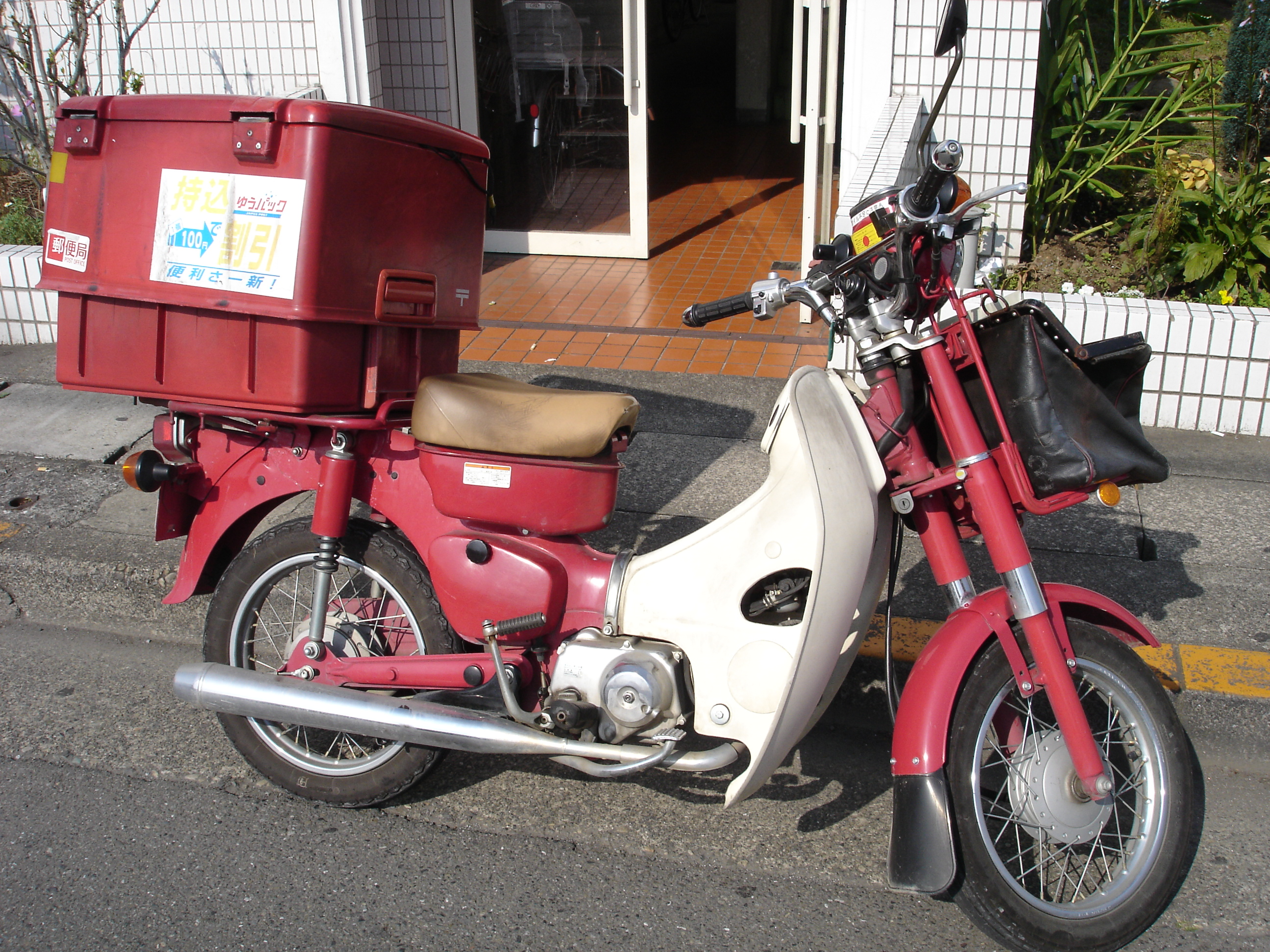
Super Cub del servizio postale
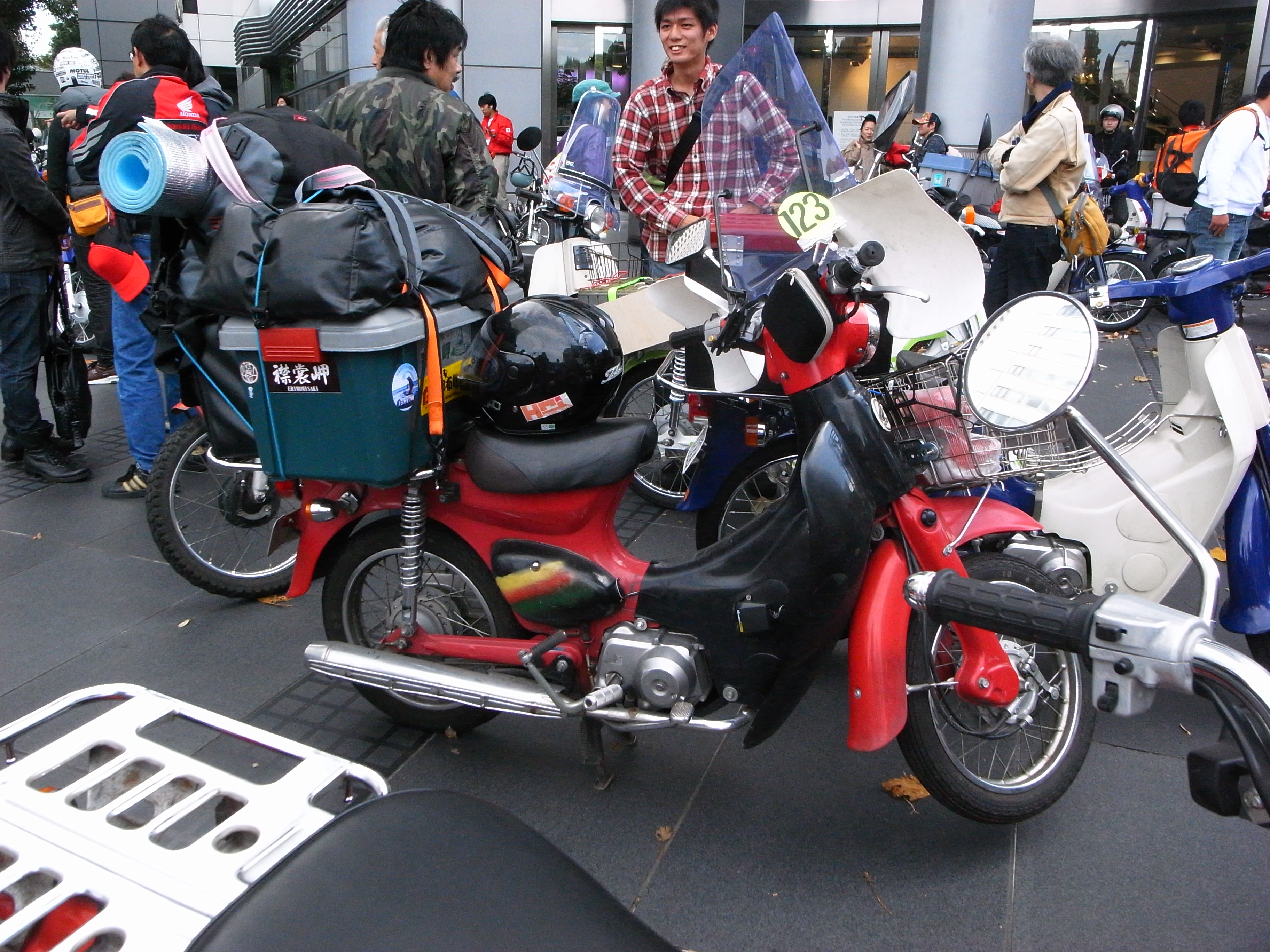
Raduno di appassionati Super Cub
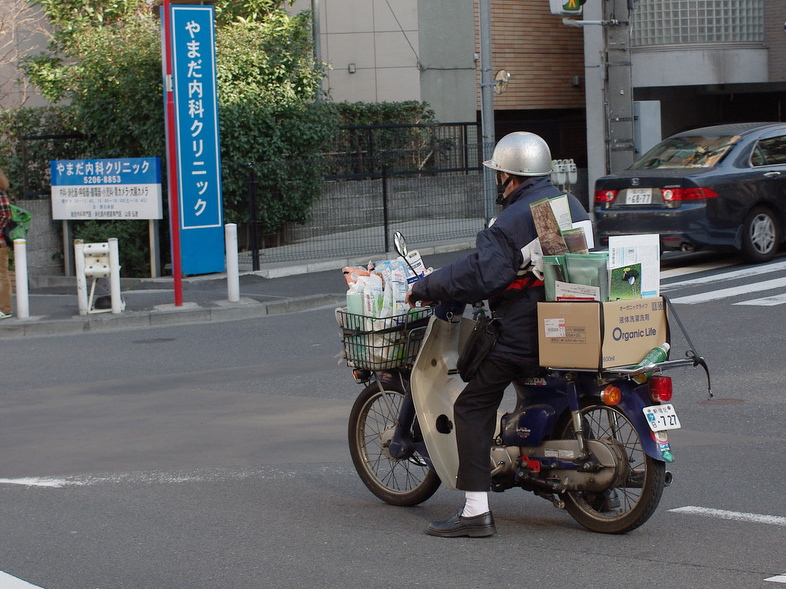
Kagurazaka (Tokyo)
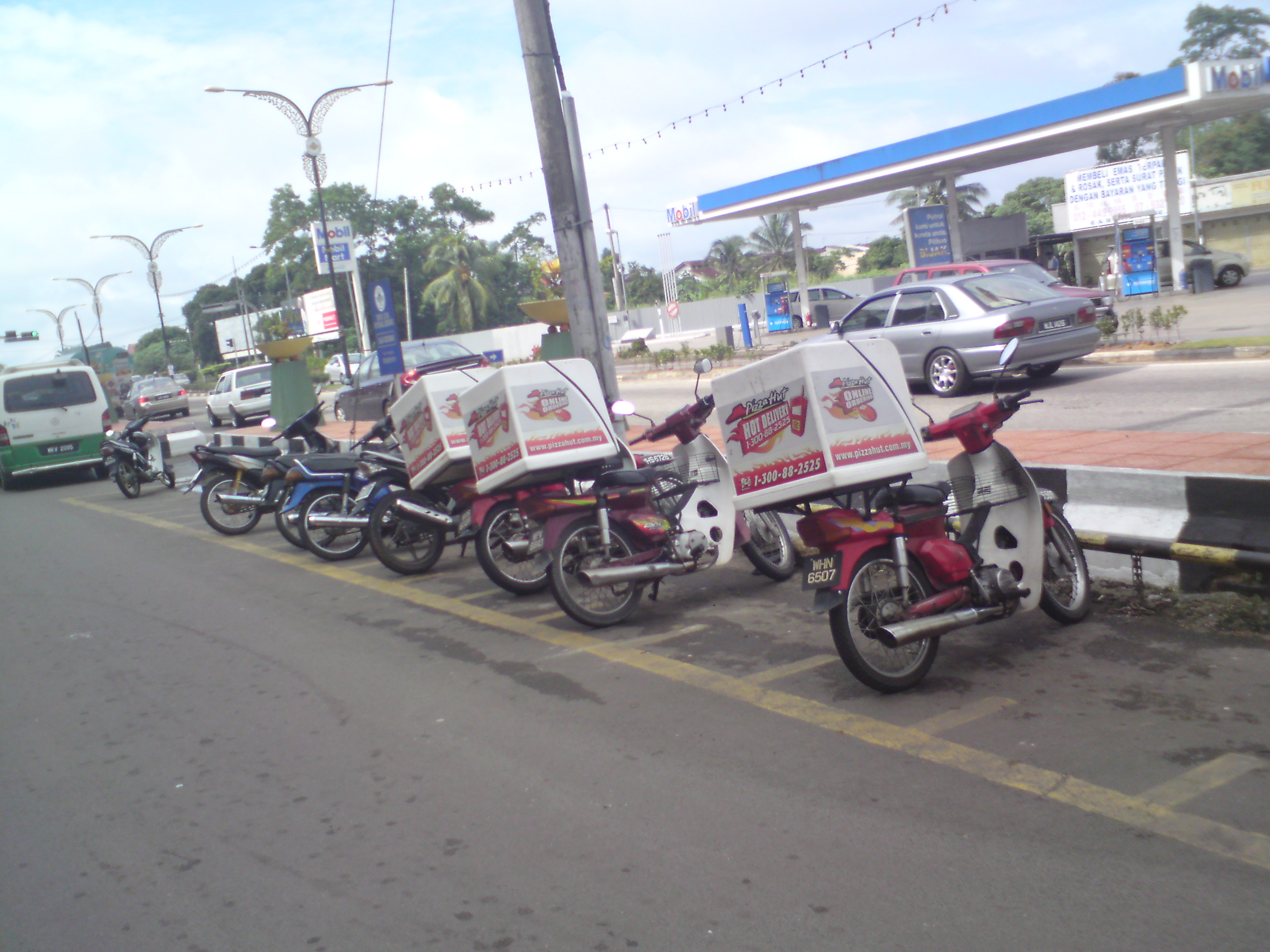
Una flotta Pizza Hut di Honda EX5s a Segamat (Malaysia)
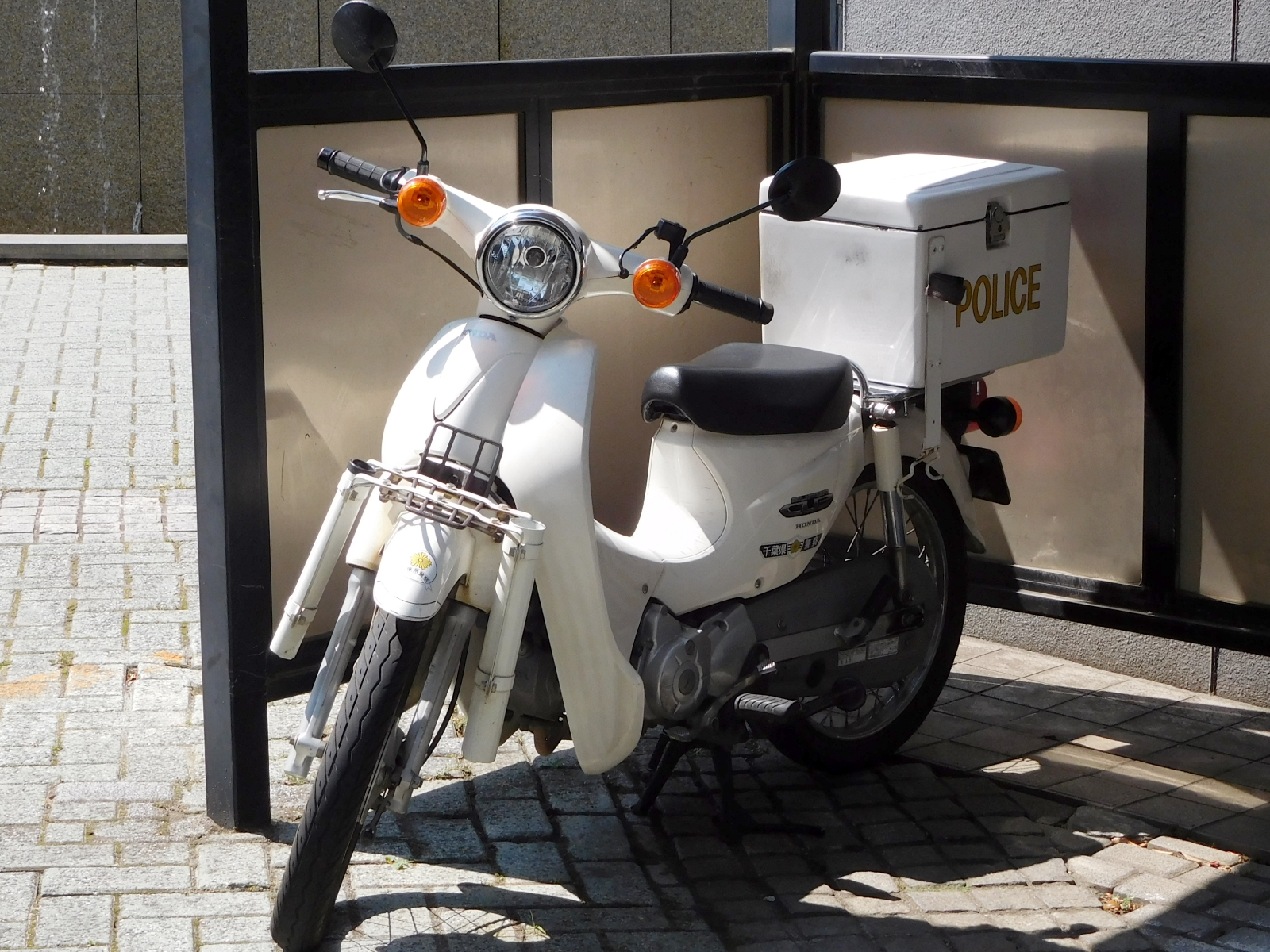
Moto della polizia nella Prefettura di Chiba